# Friedrich Engels
Friedrich Engels (AFI: [ˈfʁiːdʁɪç ˈʔɛŋl̩s]) (Barmen, 28 novembre 1820 – Londra, 5 agosto 1895) è stato un filosofo, sociologo, economista, giornalista, imprenditore tedesco, fondatore assieme al sodale Karl Marx del marxismo classico e del socialismo scientifico.
Figlio di un proprietario di grandi fabbriche tessili nel Regno Unito e Prussia, fu amico e collaboratore di Marx, con cui scrisse lavori come L'ideologia tedesca (1846), rimasto inedito fino al 1933, e il Manifesto del Partito Comunista (1848), ottenendo un ruolo fondamentale per la nascita del marxismo e dei movimenti comunisti socialisti e operai. Fu un dirigente politico sia della Prima Internazionale (1864) sia della Seconda (1889). Altre opere importanti di Engels sono: l'Anti-Dühring (1878) e L'evoluzione del socialismo dall'utopia alla scienza (1880).
Dopo la morte di Marx pubblicò il secondo e il terzo volume de Il Capitale (1885 e 1894), sistemandone gli appunti. Tale lavoro di sistemazione avrebbe dovuto riguardare anche gli appunti di Marx relativi alle Teorie sul plusvalore, ma morì prima della pubblicazione e Karl Kautsky le pubblicò come quarto volume de Il Capitale (1905–1910). Basandosi in gran parte sulle ricerche di Marx pubblicò L'origine della famiglia, della proprietà privata e dello Stato (1884).

## Biografia

### Fra religione e democrazia

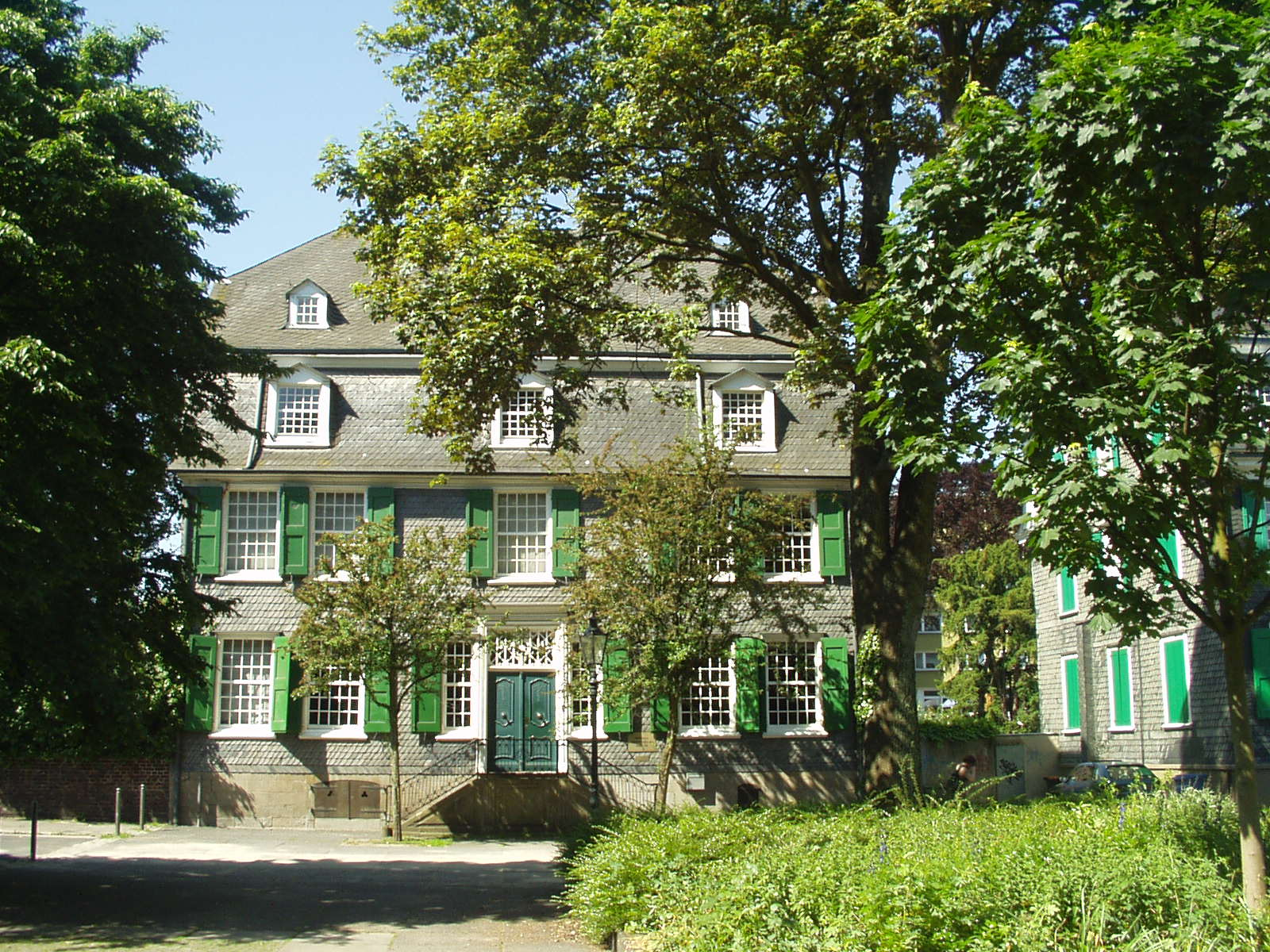
Casa di Engels a Barmen

Engels nacque il 28 novembre 1820 a Barmen, al secolo il più importante centro industriale tedesco, nell'allora provincia prussiana di Jülich-Kleve-Berg (oggi Wuppertal, nella Renania Settentrionale-Vestfalia), in una famiglia benestante, primogenito dei nove figli di Friedrich Engels (1796–1860) e di Elisabeth Franziska Mauritia van Haar, detta Elise (1797–1873). Il padre è un proprietario di filande di cotone e un severo pietista (il pietismo è una corrente religiosa protestante indirizzata al misticismo e avversa a ogni forma di vita mondana e di diffusione della cultura) che non gli permette di terminare il liceo a Elberfeld, preferendo farlo lavorare dal settembre 1837 nel proprio ufficio commerciale di Barmen e l'anno dopo a Brema nella ditta di esportazioni del console sassone Heinrich Leupold.
A Brema, città libera e perciò culturalmente vivace, segue la vita politica, legge, studia musica e scrive poesie. Una di queste, che è il suo primo scritto pubblico, I beduini, appare il 16 settembre 1838 nel Bremisches Unterhaltungsblatt (Supplemento letterario di Brema): vi critica il drammaturgo August von Kotzebue e vi esalta Schiller. Sono gli anni in cui il movimento letterario più progressista è quello della Giovane Germania, che ha in Heinrich Heine, Karl Ludwig Börne e Karl Gutzkow gli esponenti di maggiore spicco mentre la corrente filosofica che attrae maggiormente gli spiriti liberali tedeschi è quella della sinistra hegeliana di Arnold Ruge, Bruno Bauer e David Friedrich Strauß.
Non ancora diciannovenne, nell'aprile 1839 pubblica con lo pseudonimo di Friedrich Oswald nel Telegraph für Deutschland (Telegrafo per la Germania), diretta da Gutzkow, l'articolo Lettere dal Wuppertal, descrivendo le miserabili condizioni di vita degli operai della propria regione: «Questo lavoro compiuto in stanze basse, nelle quali gli operai respirano più vapore di carbone e polvere che ossigeno, e per lo più sin dall'età di sei anni, è destinato a toglier loro la forza e la gioia di vivere». I padroni delle fabbriche, per lo più pietisti e mistici, che impiegano volentieri i bambini, potendoli pagare meno degli adulti, sono responsabili di questo stato di cose, aggravate dalla loro avversione per ogni forma di cultura: «Questa è l'attività dei pietisti nel Wuppertal; è incomprensibile che tutto questo possa accadere nel nostro tempo, ma sembra che anche lo scoglio dell'antico oscurantismo non possa più reggere di fronte alla tempestosa corrente del tempo».

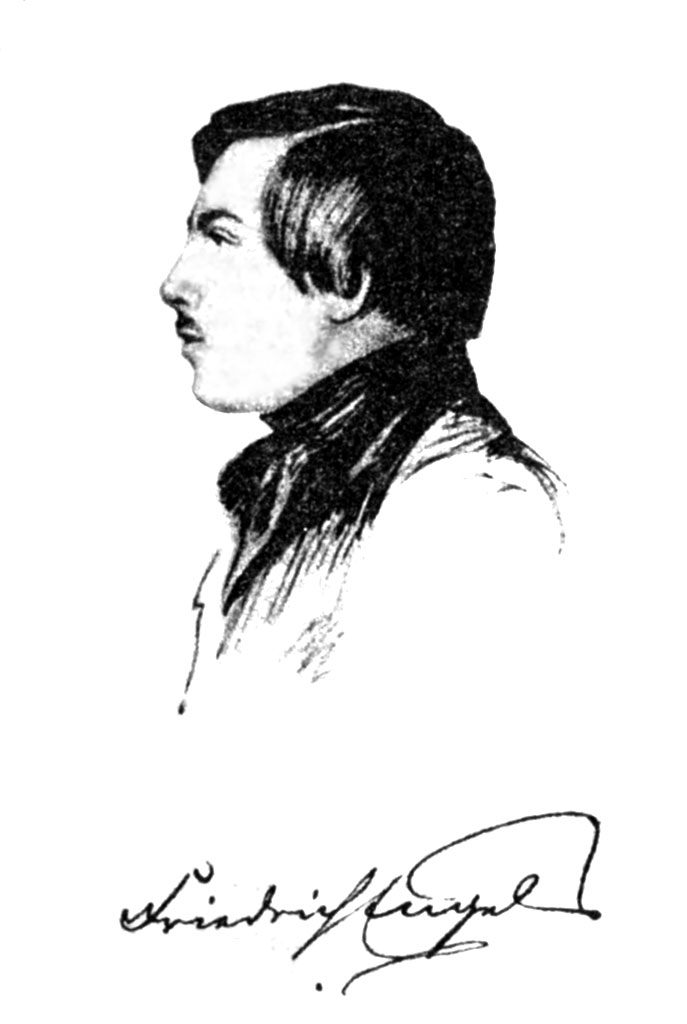
Engels nel 1836

È evidente la sua presa di distanza dalla religione paterna alla quale non ha del resto mai aderito, ma resta ancora un credente, o come egli stesso si definisce in quegli anni un «soprannaturalista liberale». In corrispondenza con la sorella Maria (1824–1901) e con gli amici nonché studenti di teologia, Friedrich e Wilhelm Graeber, scrive con entusiasmo della Rivoluzione francese del 1830, vedendo in essa un'affermazione delle idee democratiche: «Queste idee non hanno un carattere demagogico o anticristiano, com'è stato rimproverato, ma si fondano sul diritto naturale di ciascun uomo [...] partecipazione del popolo all'amministrazione dello Stato, ossia regime costituzionale; poi, emancipazione degli ebrei, abolizione di ogni oppressione religiosa e dell'aristocrazia del denaro».
Legge la Vita di Gesù di Strauß, che considera i Vangeli una raccolta di miti privi di verità storica, ma studia anche Friedrich Schleiermacher, il filosofo cristiano del sentimento religioso, cercando di conciliare sentimento e ragione per giungere a un rinnovamento della coscienza religiosa, ovvero «credere con il cuore», ma mantenendo un atteggiamento critico che respinga da sé ciò che è inaccettabile alla ragione. L'8 ottobre 1839 scrive scherzosamente all'amico Wilhelm Graeber: «Ora sono un seguace entusiasta di Strauß, sono armato di corazza e d'elmo, son sicuro di me... malgrado tutta la vostra teologia, voglio bastonarvi così bene che voi non saprete dove andare a nascondervi».
Lo studio di Strauß lo conduce all'hegelismo, scrivendo che «non diventerò un hegeliano incallito come Hinrichs, ma dovrò assimilare fin d'ora gran parte di questo sistema monumentale. Ho già adottato l'idea hegeliana di Dio, e con questo entro a far parte di coloro che Leo e Hengstenberg chiamano i moderni panteisti».
Continua a collaborare, oltre che con il Telegraph für Deutschland, al quale invia nel novembre 1839 un'altra relazione sulle condizioni di vita operaia della regione di Elberfeld, anche con il Morgenblatt für gebildete Leser (Giornale del mattino per lettori colti) di Stoccarda. In un articolo al Telegraph del gennaio 1841 si occupa della guerra di liberazione tedesca del 1813 combattuta contro Napoleone, scrivendo che allora «diventammo per un certo tempo la fonte del potere dello Stato, affermandoci come potere sovrano [...] dopo la guerra, gli uomini che avevano assunto un atteggiamento più risoluto [...] parvero pericolosi ai governanti» e riconosce i vantaggi della dominazione napoleonica in Germania, come l'adozione di un moderno codice civile e l'emancipazione degli ebrei, criticando invece la scuola storica tedesca del diritto, legata alla normativa delle corporazioni medievali e valorizza la moderna scuola di diritto del giurista Eduard Gans.

### Giovane hegeliano

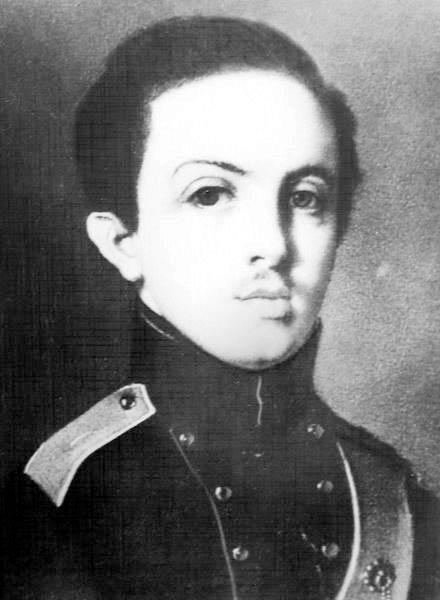
Engels durante il servizio militare

In un articolo dell'aprile 1841, ricordando lo scrittore Carl Leberecht Immermann (1796–1840), considera che le speranze di un miglior futuro per la Germania sono da riporre nei giovani, i quali una volta passati attraverso la scuola di pensiero hegeliano dovrebbero trascurare idee ormai superate e negative. A ottobre è a Berlino per compiervi il servizio militare, ricavandone una passione per la strategia e la tattica militare che sarebbe durata tutta la vita, tanto che quando diventa intimo amico di Karl Marx questi lo soprannomina «Il generale». Non perde comunque occasione di partecipare alla vita culturale della capitale prussiana, il centro della nuova filosofia.
Quello è anche l'anno in cui il governo affida a Friedrich Schelling la cattedra di filosofia dell'università, confidando che avviato alla fondazione di un pensiero irrazionalistico possa bilanciare le novità, considerate pericolose nei suoi sviluppi politici, della filosofia di Georg Wilhelm Friedrich Hegel. Dal dicembre 1841 al maggio 1842 scrive tre articoli su Schelling, lo Schelling über Hegel (Schelling su Hegel), lo Schelling und die Offenbarung (Schelling e la rivelazione) e lo Schelling, der Philosoph in Christo (Schelling, il filosofo di Cristo), dove critica tanto le contraddizioni politiche di Hegel, che parte da premesse progressiste per giungere a conclusioni conservatrici, quanto la filosofia della rivelazione di Schelling che dichiara che «è razionale a priori e irrazionale a posteriori» allo scopo di reintrodurre al più alto livello del pensiero tedesco la fede nell'autorità, il misticismo e il dogma.
È socio del Doktorclub, il circolo dei giovani hegeliani liberali che hanno assunto il nome di Liberi (gli Hippelsche Freien) e collabora dall'aprile 1842 con la Rheinische Zeitung (Gazzetta Renana), il quotidiano di Colonia più progressista della Germania, dove denuncia la mancanza di libertà di stampa, la necessità di ottenere una costituzione liberale e la rottura dell'alleanza politica della Prussia con la Russia.
Una volta terminato il servizio militare l'8 ottobre 1842 torna a Barmen da dove deve raggiungere Manchester per occuparsi dell'azienda Ermen & Engels, di cui il padre è comproprietario. Passando per Colonia nella redazione della Rheinische Zeitung incontra Marx per la prima volta, ma è un incontro freddo perché questi ha appena rotto i rapporti con i Liberi, che giudica dei parolai politicamente inaffidabili mentre Engels è tuttora in rapporto con loro.

### Nel Regno Unito
Dal Regno Unito continua a inviare corrispondenze sulla situazione sociale inglese, considerando inevitabile una rivoluzione perché «solo il radicale abbattimento dell'aristocrazia nobiliare e industriale possono migliorare la situazione materiale del proletariato. Da questa rivoluzione violenta ancora li trattiene solo il rispetto della legge, tipico degli inglesi, ma [...] è prevedibile una generale disoccupazione e allora il timore di morire di fame sarà più forte del timore della legge [...] questa rivoluzione non sarà politica ma sociale».

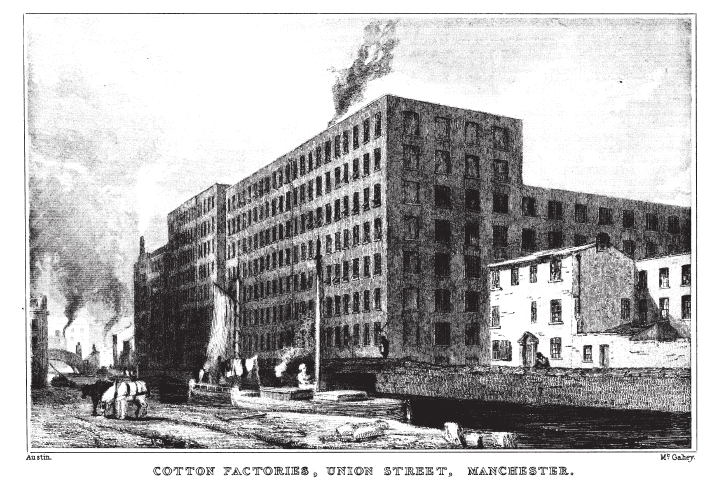
Manifattura tessile di Manchester

Alle divisioni di classe corrisponde nel Regno Unito una precisa appartenenza di partito, scrivendo che «i tories s'identificano con i nobili e con i bigotti [...] mentre i whigs sono fabbricanti, commercianti, protestanti dissidenti. [...] [L]a classe media inferiore costituisce i cosiddetti radicali e, infine, il cartismo trae la sua forza dai proletari».
Ai Deutsch-französische Jahrbücher (Annali franco-tedeschi) diretti a Parigi da Marx e Ruge invia l'articolo Lineamenti di una critica dell'economia politica, rilevando come le rivoluzioni del Settecento siano state unilaterali e parziali, passando da un estremo all'altro, opponendo «all'astratto spiritualismo l'astratto materialismo, alla monarchia la repubblica, al diritto divino il contratto sociale [...] il materialismo non ha attaccato il disprezzo e la mortificazione cristiana dell'uomo, ma si è limitato a opporre al dio cristiano la natura come assoluto; la politica non ha preso in esame i presupposti dello Stato in sé e per sé; all'economia non è venuto in mente di interrogarsi della legittimità della proprietà privata».
Sono analisi molto vicine a quelle che Marx va elaborando in questi anni: «Come il capitale è stato separato dal lavoro, così ora il lavoro si scinde nuovamente; il prodotto del lavoro gli si contrappone, separato, come salario [...] sopprimendo la proprietà privata, cadrà anche quest'innaturale separazione, il lavoro diventa salario a sé stesso, mostrando il vero significato del lavoro alienato».
Con questo scritto formalizza il suo passaggio dall'idealismo al materialismo e al comunismo. La dialettica hegeliana, utilizzata dal suo fondatore per fare della natura e della storia umana del passato la creazione di uno «spirito assoluto», senza tuttavia utilizzarla a indagare delle società presenti e future, serve a Engels per riconoscere la transitorietà delle formazioni sociali.
A Manchester conosce Mary Burns, un'operaia irlandese con la quale convive. Frequenta i circoli cartisti e il direttore del giornale The Northern Star, George Julian Harney. Collabora inoltre con il New Moral World, quotidiano di Robert Owen, pubblicandovi articoli sui movimenti socialisti tedeschi, francesi e svizzeri, sui loro maggiori esponenti quali Henri de Saint-Simon, Charles Fourier, Étienne Cabet, Pierre Leroux, Pierre-Joseph Proudhon e Wilhelm Weitling e sulle teorie filosofiche tedesche.
Alla fine dell'agosto 1844 Engels lascia Manchester per tornare in Germania. Passando per Parigi incontra per la seconda volta Marx, ma ora entrambi sono d'accordo su tutte le loro teorie e inizia un'amicizia che sarebbe continuata fino alla morte di Marx. Nei pochi giorni che si trattiene in casa di Marx dà un piccolo contributo alla stesura che Marx va compiendo de La sacra famiglia, ovvero Critica della critica critica, un attacco alla filosofia dell'ex amico Bruno Bauer, la quale «spiritualistica, teologica, conosce solo - almeno nella sua immaginazione - i fatti politici, letterari e teologici della storia, quelli principali e di rilievo statale. Come separa il pensiero dai sensi, l'anima dal corpo, se stessa dal mondo, allo stesso modo vede il luogo di nascita della storia non nella produzione rozzamente materiale che avviene nella terra, ma in cielo, nel formarsi vaporoso delle nuvole».
Un'applicazione concreta e materialistica della dialettica può mostrarsi nel fatto che «la proprietà privata come tale, come ricchezza, è costretta a mantenere nell'esistenza se stessa e con ciò il suo opposto, il proletariato. Essa è il lato positivo dell'opposizione; la proprietà privata che ha in sé il suo appagamento. Il proletariato, invece, come proletariato, è costretto a togliere se stesso e con ciò l'opposto che lo condiziona e lo fa proletariato, la proprietà privata. Esso è il lato negativo dell'opposizione, la sua irrequietezza in sé, la proprietà privata dissolta e dissolventesi».

### La situazione della classe operaia in Inghilterra
(Karl Marx, lettera a Engels, 9 aprile 1863)
Nel maggio 1845 esce il suo scritto La situazione della classe operaia in Inghilterra. Con l'invenzione della macchina a vapore e la progressiva introduzione delle macchine nelle lavorazioni industriali «la vittoria del lavoro a macchina sul lavoro a mano nei principali rami dell'industria inglese era ormai decisa e tutta la storia di quest'ultima ci racconta come da allora i lavoratori furono cacciati da una posizione dopo l'altra a opera delle macchine. Le conseguenze furono, da una parte, la rapida caduta dei prezzi di tutti i manufatti, la fioritura del commercio e dell'industria, la conquista di quasi tutti i mercati esteri non protetti, la rapida crescita dei capitali e della ricchezza nazionale; dall'altra, un ancor più rapido aumento dei proletariato, la distruzione di ogni proprietà e di sicurezza di lavoro per la classe operaia».
Il proletariato riceve dalla borghesia i mezzi per vivere in cambio del lavoro prestato attraverso un contratto formalmente libero e spontaneo: «Bella libertà, nella quale all'operaio non resta che sottoscrivere le condizioni imposte dalla borghesia, a meno di non morire di fame e di freddo». La borghesia dispone di un esercito di proletari disoccupati, pronti a fare concorrenza e a prendere il posto di coloro che non accettino le sue condizioni, oltre naturalmente a disporre della forza materiale dello Stato per schiacciare le rivolte operaie.
Secondo Engels gli allora dirigenti socialisti «non riconoscono l'evoluzione storica, e perciò vogliono trasporre subito la nazione in una situazione del comunismo, senza un progresso politico». Engels considera necessaria una rivoluzione violenta: «Nella misura in cui il proletariato accoglierà elementi socialisti e comunisti, le stragi, le vendette e il furore della rivoluzione diminuiranno. Per i suoi principi, il comunismo è al di sopra del conflitto tra borghesia e proletariato, giustificandolo storicamente nel presente, non per il futuro; esso sopprime tale conflitto ma riconosce, finché permane il conflitto di classe, che l'ostilità del proletariato verso i suoi oppressori è una necessità e rappresenta la leva più importante del movimento operaio al suo inizio; ma va oltre tale ostilità, perché il comunismo è la causa di tutta l'umanità, non solo della classe operaia».

### L'Ideologia tedesca

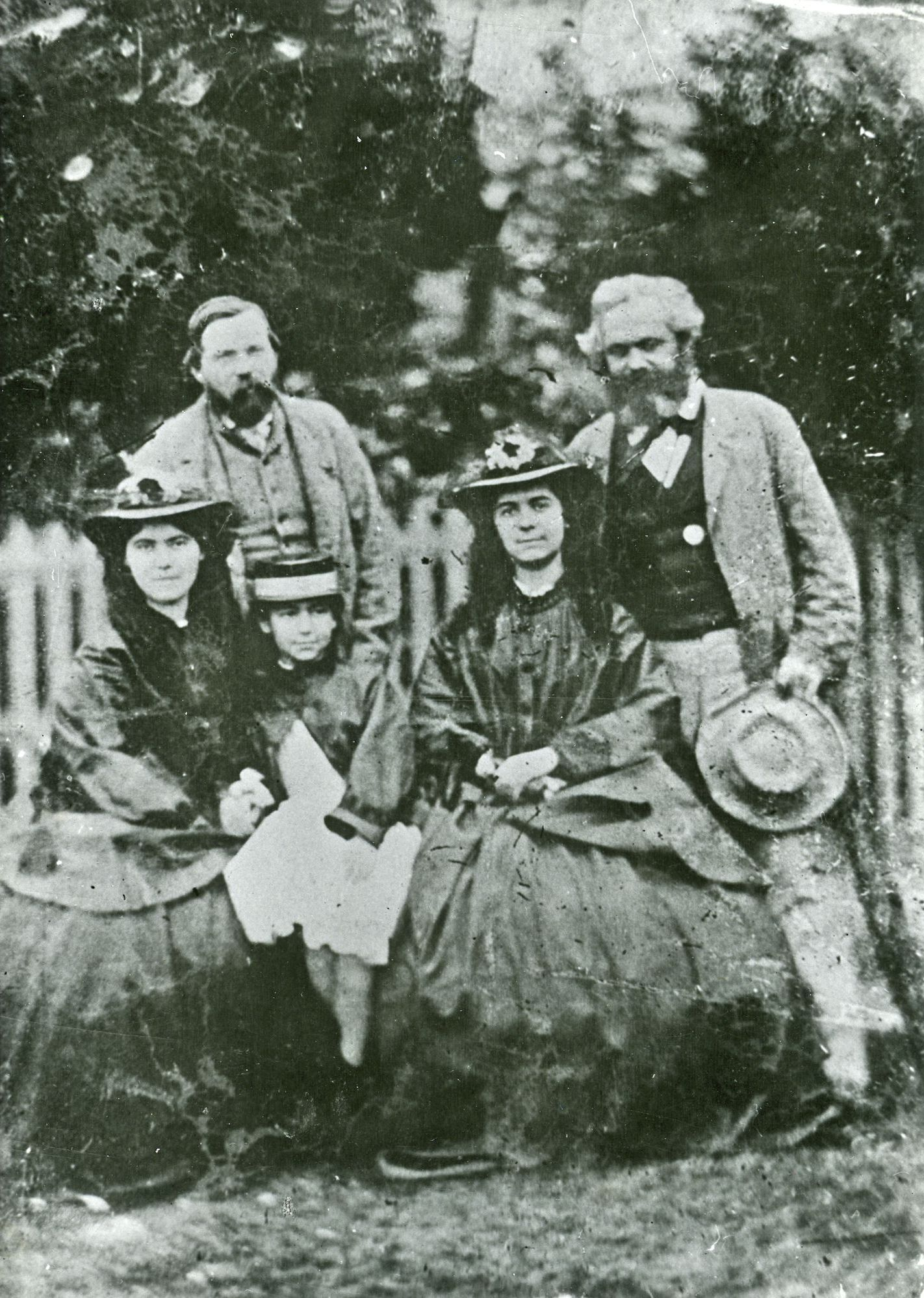
Engels con Marx e le figlie di quest'ultimo in una foto del 1864

Nell'aprile 1845 incontra a Bruxelles Marx, espulso dalla Francia. Molti anni dopo avrebbe scritto che «quando ci trovammo a Bruxelles, nella primavera del 1845, Marx [...] aveva già pienamente elaborata la sua concezione materialistica della storia e ci accingemmo a sviluppare nei particolari questa nuova concezione. Ma questa scoperta, che rivoluzionava la scienza storica e che, come si vede, è essenzialmente opera di Marx, e della quale non posso attribuirmi che una parte minima, era di un'importanza immediata per il movimento operaio di quel tempo. [...] Questi movimenti apparivano ora come un movimento della moderna classe oppressa, il proletariato, come forme [...] della lotta di classe diverse da tutte le altre precedenti, perché oggi, la classe oppressa, il proletariato, non può compiere la propria emancipazione senza emancipare, nello stesso tempo, tutta la società dalla divisione in classi e dunque dalle lotte di classe. Ora il comunismo non era più un'elaborazione fantasiosa di una perfetta società ideale, ma una comprensione della natura, delle condizioni e della conseguente lotta del proletariato per il raggiungimento dei propri obbiettivi».
In seguito a nuovi articoli polemici di Bauer e Stirner, apparsi nel settembre 1845, Marx e Engels scrivono insieme nel maggio 1846 L'Ideologia tedesca. Critica della più recente filosofia tedesca nei suoi rappresentanti Feuerbach, B. Bauer e Stirner e del socialismo tedesco nei suoi vari profeti. Per vari motivi il manoscritto venne «abbandonato alla rodente critica dei topi» e fu pubblicato in Unione Sovietica soltanto nel 1932.
Prendono per la prima volta le distanze da Ludwig Feuerbach, al quale rimproverano, malgrado i progressi da lui compiuti rispetto alla filosofia hegeliana, di aver concepito gli uomini come individui ancora astratti e indeterminati. Solo rappresentando individui reali e pratici, ossia realmente operanti in condizioni materiali determinate, si può avere una obbiettiva conoscenza degli individui e della società in cui essi vivono: «La produzione delle idee, delle rappresentazioni, della coscienza, è in primo luogo direttamente intrecciata all'attività materiale e alle relazioni materiali degli uomini, il linguaggio della vita reale. Le rappresentazioni e i pensieri, lo scambio spirituale degli uomini appaiono qui ancora come emanazione diretta del loro comportamento materiale. Ciò vale allo stesso modo per la produzione spirituale, come si manifesta nel linguaggio della politica, delle leggi, della morale, della religione, della metafisica ecc., di un popolo. Sono gli uomini i produttori delle loro rappresentazioni, idee. [...] La coscienza non può mai essere qualcosa di diverso dall'essere cosciente e l'essere degli uomini è il processo reale della loro vita. [...] La morale, la religione, la metafisica e ogni altra forma ideologica, e le forme di coscienza corrispondenti [...] non hanno storia, non hanno sviluppo, ma sono gli uomini, sviluppando la loro produzione materiale e le loro relazioni materiali, a trasformare, insieme con la loro realtà, anche il loro pensiero e i prodotti del loro pensiero. Non è la coscienza a determinare la vita, ma è la vita a determinare la coscienza degli uomini».
Anche le lotte politiche che si sono svolte nella storia nell'ambito delle forme giuridiche e statuali hanno assunto forme ideologiche illusorie, come quelle fra monarchia e repubblica o fra aristocrazia e democrazia. nascondendo le reali lotte di classe. La classe vincitrice si è impossessata dello Stato, pretendendo di mostrare a tutte le altre che i propri interessi erano gli interessi comuni di tutta la società. Infatti «le idee delle classi dominanti sono, in ogni epoca, le idee dominanti; la classe che è la potenza materiale dominante della società è nello stesso tempo la sua potenza spirituale dominante. La classe che dispone dei mezzi della produzione materiale dispone, con ciò stesso, dei mezzi della produzione intellettuale, cosicché a essa sono, nel complesso, assoggettate le idee di coloro ai quali mancano i mezzi della produzione intellettuale».
Anche nella classe dominante vi è una divisione del lavoro, una parte di essa essendo costituita dagli elaboratori delle idee della classe, della quale esaltano i valori mentre criticano quelli delle classi subalterne. Anche se all'interno della classe dominante possono prodursi dei conflitti ideologici, questi dileguano nel momento in cui apparissero un pericolo per il dominio di classe e allora «si dilegua anche la parvenza che le idee dominanti non siano le idee di quella stessa classe e abbiano un potere indipendente dal potere della classe».
Quando l'umanità diventa priva di proprietà e in contraddizione con un mondo opposto detentore di tutta la proprietà, condizione che presuppone un grande sviluppo delle forze produttive della società, allora per Marx e Engels può instaurarsi il comunismo, altrimenti il comunismo in condizioni sociali retrive abolendo le differenze di classe sarebbe solo la generalizzazione di una miseria collettiva, il quale non è pertanto un ideale a cui la realtà deve conformarsi, ma è il movimento reale che abolisce lo stato delle cose presenti e che è l'espressione di un'esistenza storica universale.

### Il Manifesto del Partito Comunista
Già nel 1843 Engels aveva conosciuto a Londra i dirigenti della Lega dei Giusti, Karl Schapper, Heinrich Bauer e Joseph Moll, che ricontatta nel 1845 insieme con Marx.
Nel giugno 1847 si svolge a Londra il congresso della Lega dei Giusti in cui si decide di assumere il nome di Lega dei Comunisti, adottando al posto del precedente slogan «Tutti gli uomini sono fratelli» quello classista di «Proletari di tutti i paesi, unitevi!». Nel secondo congresso londinese del 29 novembre 1847, presenti Engels e Marx, il primo articolo dello statuto stabilisce che lo scopo della Lega dei Comunisti è «l'abbattimento della borghesia, il dominio del proletariato, la liquidazione della vecchia società borghese, basata sugli antagonismi di classe e la fondazione di una nuova società senza classi e senza proprietà privata». Il Congresso incaricò Marx e Engels di redigere un manifesto del nuovo partito.

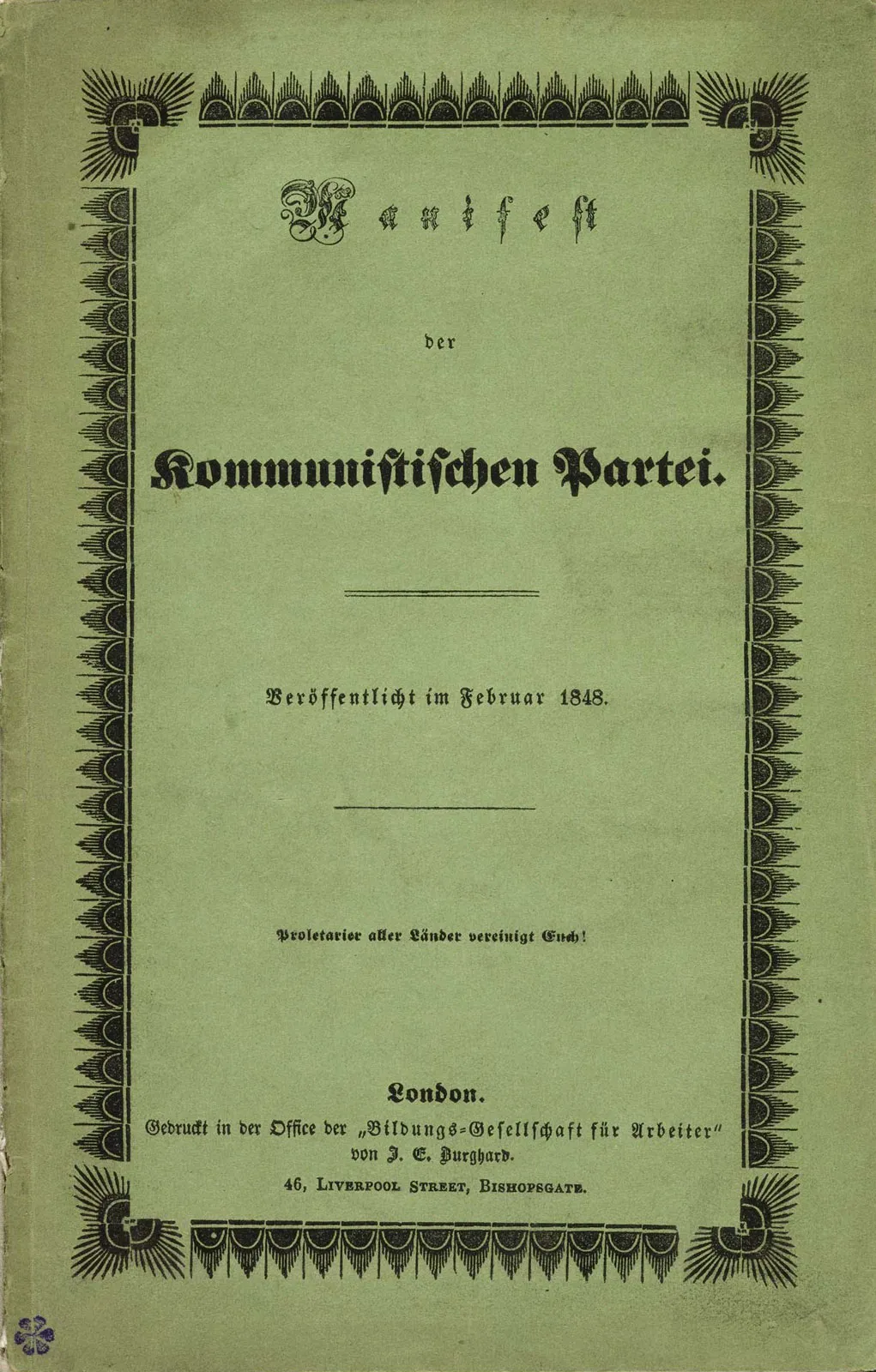
La prima edizione del Manifesto

Già Engels aveva predisposto nel novembre uno scritto in forma catechistica intitolato I principi del comunismo, tuttavia senza esserne soddisfatto, come scriveva a Marx: «Credo che faremmo una cosa migliore abbandonando la forma del catechismo e intitolando la cosa Manifesto comunista». Nel febbraio 1848 appare a Londra su mandato del secondo congresso della Lega dei Comunisti, redatto da Marx e Engels, il Manifesto del Partito Comunista. Engels avrebbe poi scritto come il Manifesto divenne l'opera più diffusa e più internazionale di tutta la letteratura socialista nonché il programma di milioni di operai di tutti i Paesi dalla Siberia alla California.
Inizia con le note parole: «Uno spettro s'aggira per l'Europa - lo spettro del comunismo. Tutte le potenze della vecchia Europa si sono alleate in una santa battuta di caccia contro questo spettro: papa e zar, Metternich e Guizot, radicali francesi e poliziotti tedeschi. Quale partito d'opposizione non è stato tacciato di comunismo dai suoi avversari di governo; qual partito d'opposizione non ha rilanciato l'infamante accusa di comunismo tanto sugli uomini più progrediti dell'opposizione stessa, quanto sui propri avversari reazionari? Da questo fatto scaturiscono due specie di conclusioni. Il comunismo è di già riconosciuto come potenza da tutte le potenze europee. È ormai tempo che i comunisti espongano apertamente in faccia a tutto il mondo il loro modo di vedere, i loro fini, le loro tendenze, e che contrappongano alla favola dello spettro del comunismo un manifesto del partito stesso».
Delinea la configurazione delle società storicamente determinate: «La storia di ogni società esistita fino a questo momento, è storia di lotte di classi. Liberi e schiavi, patrizi e plebei, baroni e servi della gleba, membri delle corporazioni e garzoni, in breve, oppressori e oppressi, furono continuamente in reciproco contrasto, e condussero una lotta ininterrotta, ora latente ora aperta; lotta che ogni volta è finita o con una trasformazione rivoluzionaria di tutta la società o con la comune rovina delle classi in lotta. Nelle epoche passate della storia troviamo quasi dappertutto una completa articolazione della società in differenti ordini, una molteplice graduazione delle posizioni sociali. In Roma antica abbiamo patrizi, cavalieri, plebei, schiavi; nel Medioevo signori feudali, vassalli, membri delle corporazioni, garzoni, servi della gleba, e, per di più, anche particolari graduazioni in quasi ognuna di queste classi. La società civile moderna, sorta dal tramonto della società feudale, non ha eliminato gli antagonismi fra le classi. Essa ha soltanto sostituito alle antiche, nuove classi, nuove condizioni di oppressione, nuove forme di lotta. La nostra epoca, l'epoca della borghesia, si distingue però dalle altre per aver semplificato gli antagonismi di classe. L'intera società si va scindendo sempre più in due grandi campi nemici, in due grandi classi direttamente contrapposte l'una all'altra: borghesia e proletariato».
Mostra il rivoluzionamento operato dalla borghesia rispetto a ogni società fin allora esistita: «Con lo sfruttamento del mercato mondiale la borghesia ha dato un'impronta cosmopolitica alla produzione e al consumo di tutti i paesi. Ha tolto di sotto i piedi dell'industria il suo terreno nazionale, con gran rammarico dei reazionari. Le antichissime industrie nazionali sono state distrutte, e ancora adesso vengono distrutte ogni giorno. Vengono soppiantate da industrie nuove, la cui introduzione diventa questione di vita o di morte per tutte le nazioni civili, da industrie che non lavorano più soltanto le materie prime del luogo, ma delle zone più remote, e i cui prodotti non vengono consumati solo dal paese stesso, ma anche in tutte le parti del mondo. Ai vecchi bisogni, soddisfatti con i prodotti del paese, subentrano bisogni nuovi, che per essere soddisfatti esigono i prodotti dei paesi e dei climi più lontani. All'antica autosufficienza e all'antico isolamento locali e nazionali subentra uno scambio universale, una interdipendenza universale fra le nazioni. E come per la produzione materiale, così per quella intellettuale. I prodotti intellettuali delle singole nazioni divengono bene comune. L'unilateralità e la ristrettezza nazionali divengono sempre più impossibili, e dalle molte letterature nazionali e locali si forma una letteratura mondiale».
Individua come prerogativa del moderno capitalismo lo sfruttamento della classe subordinata: «La condizione più importante per l'esistenza e per il dominio della classe borghese è l'accumularsi della ricchezza nelle mani di privati, la formazione e la moltiplicazione del capitale; condizione del capitale è il lavoro salariato. Il lavoro salariato poggia esclusivamente sulla concorrenza degli operai tra di loro. Il progresso dell'industria, del quale la borghesia è veicolo involontario e passivo, fa subentrare all'isolamento degli operai risultante dalla concorrenza, la loro unione rivoluzionaria, risultante dall'associazione. Con lo sviluppo della grande industria, dunque, vien tolto di sotto i piedi della borghesia il terreno stesso sul quale essa produce e si appropria i prodotti. Essa produce anzitutto i suoi seppellitori. Il suo tramonto e la vittoria del proletariato sono del pari inevitabili»

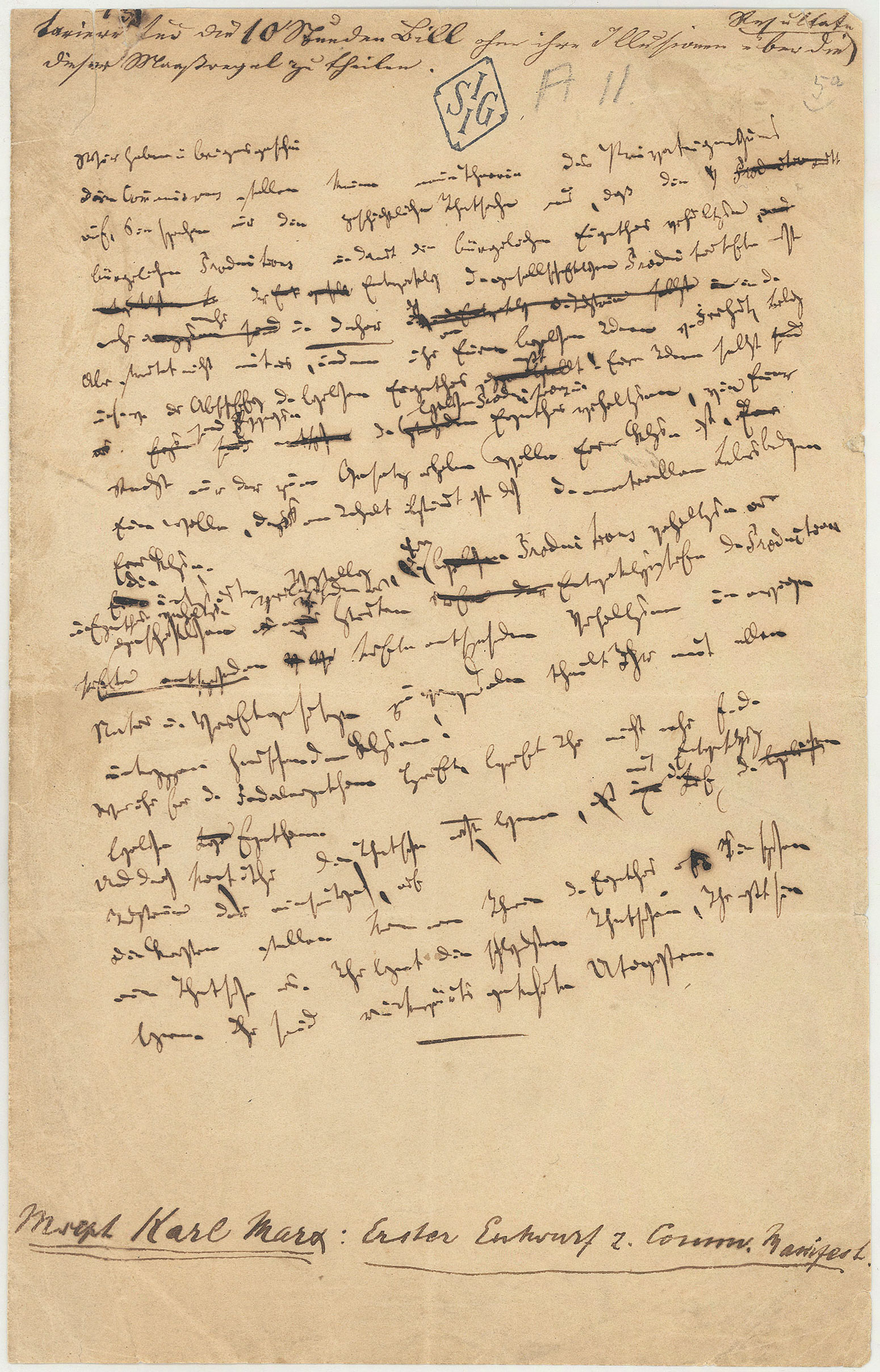
Foglio manoscritto del Manifesto

Engels afferma che il prezzo medio del lavoro salariato «è il minimo del salario del lavoro, cioè è la somma dei mezzi di sussistenza che sono necessari per mantenere in vita l'operaio in quanto operaio. Dunque, quello che l'operaio salariato s'appropria mediante la sua attività è sufficiente soltanto per riprodurre la sua nuda esistenza. Noi non vogliamo affatto abolire questa appropriazione personale dei prodotti del lavoro per la riproduzione della esistenza immediata, appropriazione che non lascia alcun residuo di profitto netto tale da poter conferire potere sul lavoro altrui. Vogliamo eliminare soltanto il carattere miserabile di questa appropriazione, nella quale l'operaio vive solo allo scopo di accrescere il capitale, e vive solo quel tanto che esige l'interesse della classe dominante. Nella società borghese il lavoro vivo è soltanto un mezzo per moltiplicare il lavoro accumulato. Nella società comunista il lavoro accumulato è soltanto un mezzo per ampliare, per arricchire, per far progredire il ritmo d'esistenza degli operai. Dunque nella società borghese il passato domina sul presente, nella società comunista il presente domina sul passato. Nella società borghese il capitale è indipendente e personale, mentre l'individuo operante è dipendente e impersonale. E la borghesia chiama abolizione della personalità e della libertà l'abolizione di questo rapporto! E a ragione: infatti, si tratta dell'abolizione della personalità, della indipendenza e della libertà del borghese».
Descrive poi l'abbattimento del capitalismo: «Quando le differenze di classe saranno scomparse nel corso dell'evoluzione, e tutta la produzione sarà concentrata in mano agli individui associati, il pubblico potere perderà il suo carattere politico. In senso proprio, il potere politico è il potere di una classe organizzato per opprimerne un'altra. Il proletariato, unendosi di necessità in classe nella lotta contro la borghesia, facendosi classe dominante attraverso una rivoluzione, ed abolendo con la forza, come classe dominante, gli antichi rapporti di produzione, abolisce insieme a quei rapporti di produzione le condizioni di esistenza dell'antagonismo di classe, cioè abolisce le condizioni d'esistenza delle classi in genere, e così anche il suo proprio dominio in quanto classe. Alla vecchia società borghese con le sue classi e i suoi antagonismi fra le classi subentra una associazione in cui il libero sviluppo di ciascuno è condizione del libero sviluppo di tutti».
Il manoscritto chiude così: «I comunisti sdegnano di nascondere le loro opinioni e le loro intenzioni. Dichiarano apertamente che i loro fini possono esser raggiunti soltanto col rovesciamento violento di tutto l'ordinamento sociale finora esistente. Le classi dominanti tremino al pensiero d'una rivoluzione comunista. I proletari non hanno da perdervi che le loro catene. Hanno un mondo da guadagnare. Proletari di tutti i paesi, unitevi!».

### Rivoluzioni del 1848
Il 23 febbraio 1848 gli operai parigini insorgono e dopo la fuga di Luigi Filippo il governo provvisorio francese proclama la repubblica. La rivoluzione si estende in Europa in Italia, in Ungheria, il 13 marzo a Vienna e il 18 marzo a Berlino. Le richieste dei rivoluzionari sono eminentemente democratiche in quanto chiedono la fine dei regimi assolutistici, la concessione della Costituzione e inoltre in Ungheria e in Italia la fine della dominazione straniera e la formazione di Stati liberali nazionali.
In un primo tempo espulso da Parigi, Engels è a Bruxelles, da dove Marx, a sua volta espulso il 4 marzo, è accolto a Parigi, dove Engels può raggiungerlo alla fine del mese. Insieme redigono le Rivendicazioni del Partito comunista tedesco con le quali richiedono la formazione di una repubblica tedesca, una moneta unica, la fine dei privilegi feudali, la riforma agraria, la nazionalizzazione delle banche, dei trasporti e delle miniere, un'imposta progressiva e la separazione fra Stato e Chiesa. Riconoscendo il carattere democratico-borghese della rivoluzione in atto, cercano di trarne da essa le conseguenze più avanzate.
In aprile sono in Germania a Colonia, dove fondano la Neue Rheinische Zeitung (Nuova Gazzetta Renana), il cui primo numero esce il 1º giugno 1848. Nell'unico giornale che appoggi senza condizioni le rivendicazioni democratiche Engels vi denuncia la timidezza della borghesia tedesca, pronta a tradire la rivoluzione per timore delle richieste operaie e il pericolo che la reazione zarista schiacci con l'esercito la rivoluzione polacca, ceca e ungherese.
L'insurrezione parigina del giugno 1848 è soffocata dall'esercito del generale Cavaignac e la Nuova Gazzetta Renana denuncia un prossimo tentativo controrivoluzionario anche in Germania. Il 13 settembre Engels organizza a Colonia un Comitato di salute pubblica.
Francoforte insorge il 17 settembre e il quotidiano appoggia gli insorti, ma il governo prussiano prepara la repressione. Il 26 settembre proclama lo stato d'assedio a Colonia, proibisce la stampa e arresta i dirigenti socialisti. Engels fugge a Bruxelles da dove è subito espulso e allora ripara a Parigi e di qui in Svizzera. Nel dicembre a Berna partecipa al congresso operaio svizzero.
Nel gennaio 1849 torna a Colonia, dove la Nuova Gazzetta Renana ha ripreso le pubblicazioni invitando a non pagare le imposte e ad armare la popolazione. L'Assemblea Nazionale di Berlino, formalmente democratica, era irresoluta e il 5 dicembre 1848 era stata sciolta dal governo prussiano. Processati il 5 febbraio 1849 per attività sovversiva, i due vengono tuttavia assolti.
Intanto il Parlamento di Francoforte redige una Costituzione valida per tutta la Germania che viene respinta dai governi di tutti gli Stati tedeschi. All'insurrezione della Renania va a Elberfeld per organizzarvi la lotta armata, che viene repressa dall'esercito prussiano. Il 19 maggio esce l'ultimo numero della Nuova Gazzetta Renana e insieme a Marx passa da Colonia prima a Mannheim, nel Baden, poi nel Palatinato, cercando di organizzare forme di resistenza armata, ma senza successo. Mentre Marx torna a Parigi Engels partecipa in giugno agli ultimi disperati combattimenti con le forze armate rivoluzionarie comandate da August Willich, membro della Lega dei Comunisti. Il 12 luglio 1849 con Willich e gli ultimi combattenti ripara in Svizzera in quanto la rivoluzione tedesca ed europea era stata sconfitta.

### Associazione Internazionale dei Lavoratori
Dalla Svizzera passa in Italia e si imbarca a Genova il 6 ottobre 1849 per Londra. Nel marzo 1850 Engels e Marx scrivono a Londra l'Indirizzo del Comitato centrale della Lega dei comunisti in cui anche sulla base delle esperienze appena trascorse sostengono la necessità che i comunisti stringano alleanze con le forze progressiste democratiche per ottenere insieme con esse le maggiori conquiste democratiche possibili, ma nello stesso tempo rendendo «permanente la rivoluzione finché tutte le classi possidenti non siano cacciate dal potere, finché il proletariato non abbia conquistato il potere dello Stato. Non si tratta di una trasformazione della proprietà privata, ma della sua distruzione, dell'abolizione delle classi, della fondazione di una nuova società». Appare qui per la prima volta la nozione di rivoluzione permanente, intesa come necessità di appoggiare e condurre a termine una rivoluzione democratica fino a trasformarla in rivoluzione socialista.
Ricostituita la Neue Rheinische Zeitung. Politisch-ökonomische Revue, stampata ad Amburgo e diretta da Marx, della quale escono sei numeri e dove Engels pubblica La guerra dei contadini in Germania, vi vengono analizzate le prospettive politiche immediate in Europa che non vengono giudicate favorevoli a iniziative rivoluzionarie. Di fronte all'atteggiamento intransigente dei comunisti Willich, Shapper, Fränkel e Lehmann, favorevoli a iniziative rivoluzionarie a ogni costo, si giunge all'espulsione del gruppo di Willich nel novembre 1850 e infine allo scioglimento della stessa Lega dei Comunisti nel 1852.
Dal novembre 1850 Engels vive nuovamente a Manchester lavorando nell'azienda paterna, aiutando economicamente Marx che si dedica pressoché esclusivamente agli studi economici preparando la sua futura opera maggiore, Il Capitale. Il 6 gennaio 1863 muore la sua compagna Mary Burns. Nel 1864 dopo la morte del padre diviene socio dell'azienda. Studia scienze fisiche e naturali restandovi entusiasta dell'opera di Charles Darwin, l'Origine delle specie, oltre che le lingue straniere, arrivando a conoscerne quasi una decina, seguendo allo stesso tempo le vicende politiche contemporanee.

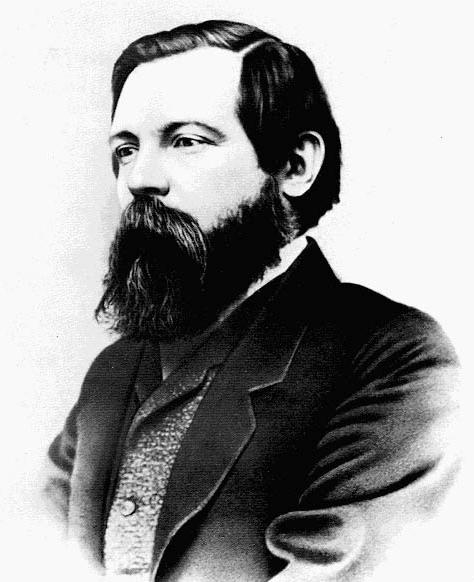
Foto ritratto di Engels del 1868

Il 28 settembre 1864 viene fondata a Londra la prima Associazione Internazionale dei Lavoratori, comunemente denominata l'Internazionale. Rimasto a Manchester, Engels non poté partecipare ai lavori precedenti e immediatamente seguenti la fondazione. Intervenne con scritti a partire dal primo congresso dell'Internazionale tenuto a Ginevra dal 6 al 13 settembre 1866 contro i proudhoniani e poi contro i lassalliani della rivista tedesca Il socialdemocratico che legati alla politica di Otto von Bismarck non avevano aderito all'Internazionale, ma mantenevano una forte influenza fra i socialisti tedeschi. Tuttavia nel 1869 August Bebel e Wilhelm Liebknecht fondano a Eisenach il Partito Socialdemocratico Operaio, aderendo subito all'Internazionale.
Aiuta Marx che è in continue difficoltà economiche. Il 27 marzo 1867 Marx lo informa di aver concluso il primo libro de Il Capitale e il 16 agosto di averne corretto le bozze e di aver mandato all'editore di Amburgo la prefazione. Il libro viene accolto dal silenzio della stampa, tanto che Engels non esita a pubblicare sotto falso nome nei quotidiani antisocialisti apparenti critiche all'opera di Marx pur di informare il pubblico.
Lascia nel 1869 l'amministrazione dell'azienda e insieme con la nuova compagna Lizzie Burns, sorella di Mary, oltre che una delle figlie di Marx, Eleanor, viaggia in Irlanda in cui è viva la lotta per l'indipendenza dall'Inghilterra condotta dai Feniani, ai quali Engels e l'Internazionale guardano con simpatia pur criticandone la condotta politica basata sulla cospirazione.

### Comune di Parigi

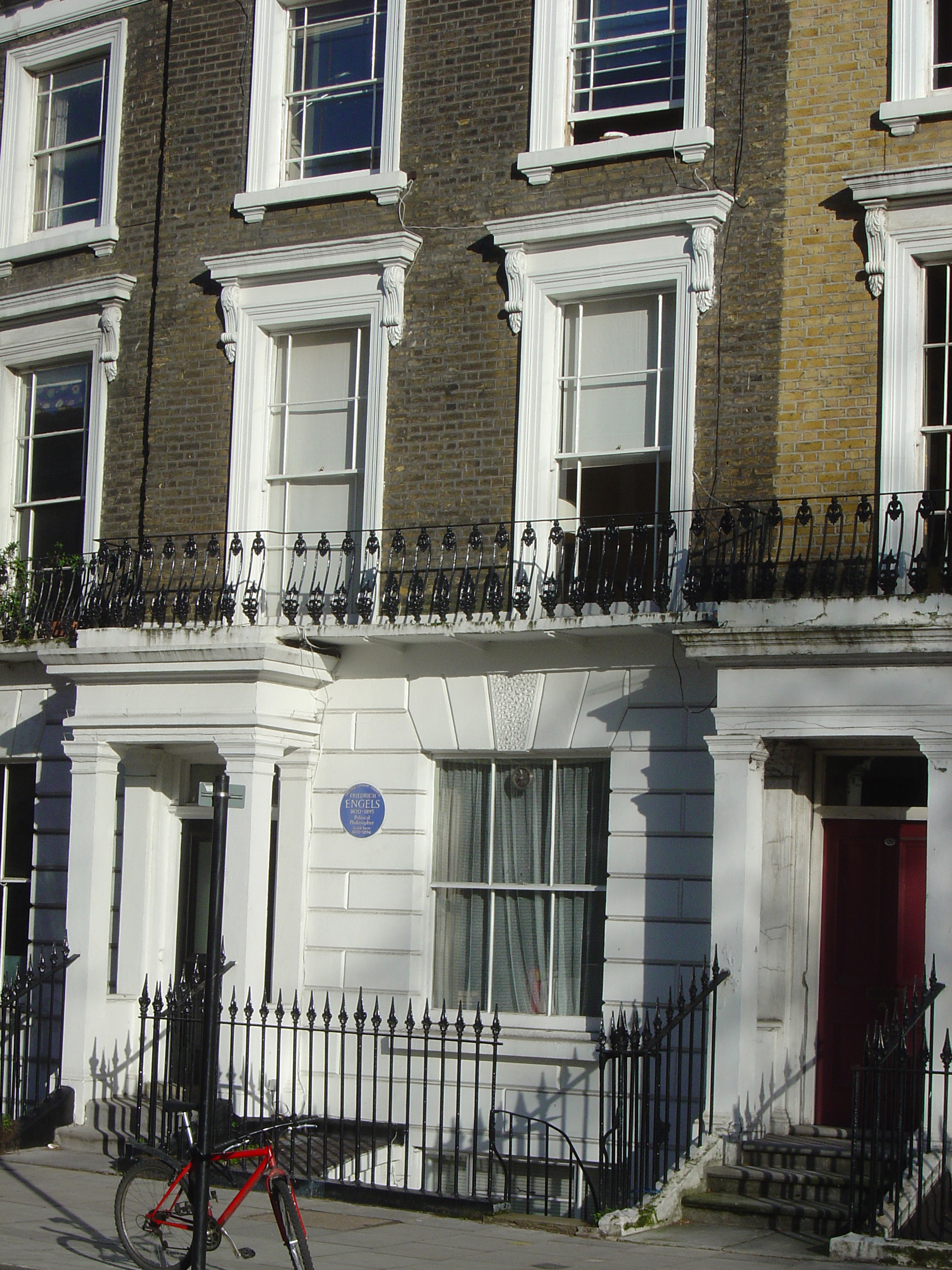
La casa londinese di Engels

Il 19 luglio 1870 inizia la guerra franco-prussiana. L'Internazionale denuncia tanto il carattere imperialistico della guerra condotta dalla Francia di Napoleone III, interessato al mantenimento della divisione nazionale dei tedeschi, quanto le analoghe mire della Prussia di Bismarck: Marx scrive il 15 agosto a Engels che nella valutazione della guerra in corso occorre separare gli interessi nazionali dei tedeschi dalle mire annessionistiche dell'Alsazia e della Lorena. Si prevede la sconfitta francese e la caduta dell'impero, con la conseguente proclamazione della repubblica, che il movimento operaio europeo dovrà appoggiare.
Nel settembre 1870 Engels si trasferisce da Manchester a Londra, a poche centinaia di metri dalla casa di Marx, ed entra a far parte del Consiglio generale dell'Internazionale, diventando il primo segretario per il Belgio, poi segretario corrispondente per la Spagna, dall'agosto 1871 segretario per l'Italia e poi per il Portogallo. Scrive gli Appunti della guerra, attaccando la politica di Bismarck e appoggiando la resistenza contro l'esercito tedesco che assedia la capitale francese, condotta dalla Guardia nazionale repubblicana.
Il 18 marzo 1871 Parigi insorge contro il governo Thiers, che aveva tentato invano di disarmare l'esercito popolare e si era rifugiato a Versailles. È la proclamazione della Comune, il primo governo proletario della storia. Malgrado gli errori dei comunardi e la loro sconfitta, l'esperienza della Comune fu ricca di insegnamenti. Infatti ne Il partito e l'Internazionale Marx e Engels scrivono che la Comune fu «una rivoluzione contro lo Stato stesso, contro questo sovrannaturale aborto della società; fu un ravvivarsi attraverso il popolo della vita sociale del popolo. Non fu una rivoluzione per trasferire il potere statale da una frazione all'altra delle classi dominanti, ma una rivoluzione per spezzare questa spaventosa macchina del dominio di classe».
L'autogoverno dei produttori è l'obiettivo che la Comune si era posto, in quanto essa doveva essere non un organismo parlamentare, ma di lavoro tanto esecutivo che legislativo. Tuttavia «la classe operaia non si poteva attendere miracoli dalla Comune. Non ha utopie da introdurre par décret du peuple, non ha da realizzare ideali, ma da liberare gli elementi della nuova società dei quali è gravida la vecchia e cadente società borghese».

## Scritti filosofici
Intorno al 1875 cominciò a riscuotere in Germania un notevole successo l'insegnamento di Karl Eugen Dühring, professore dell'Università di Berlino, che esponeva teorie socialistiche, filosofiche ed economiche apprezzate anche da molti socialdemocratici. Fu Liebknecht a invitare Engels a confutarle. Gli articoli di Engels, usciti nel 1877 dapprima nel periodico socialdemocratico Vorwärts! (Avanti!), poi nel suo supplemento scientifico, col titolo Il rovesciamento della scienza del signor Eugen Dühring, vennero raccolti nel 1878 in un volume più noto col titolo di Anti-Dühring.
Per Engels «se noi parliamo dell'essere, e semplicemente dell'essere, l'unità [della realtà] può consistere solo nel fatto che tutti gli oggetti di cui si tratta sono, esistono. Essi sono raccolti nell'unità di quest'essere e in nessun'altra»; una volta presupposta l'esistenza della realtà delle cose, ne osserviamo le differenze e dunque l'unità del mondo - ossia ciò che tutte le cose hanno in comune - non consiste nel suo esistere ma nella sua materialità, dimostrata «da uno sviluppo lungo e laborioso della filosofia e delle scienze naturali». Forme dell'essere della materia sono lo spazio e il tempo e «un essere fuori del tempo è un assurdo altrettanto grande quanto un essere fuori dello spazio».
Il modo di esistere della materia è il movimento. Non può esistere materia senza movimento, moto nello spazio o moto molecolare o vita organica. Ogni stato di quiete o di equilibrio è solo relativo in quanto «materia senza movimento è altrettanto impensabile quanto movimento senza materia. Il movimento è perciò altrettanto increabile e indistruttibile quanto la materia stessa».
I principi della coscienza e del pensiero non sono il punto di partenza dell'indagine conoscitiva della realtà, ma ne sono il risultato in quanto «non già la natura e il regno dell'uomo si conformano ai principi, ma i principi, in quanto sono giusti, si accordano con la natura e la storia». Pensiero e coscienza «sono prodotti del cervello umano e l'uomo stesso è un prodotto della natura che si è sviluppato col e nel suo ambiente» e i prodotti del cervello umano sono anch'essi prodotti naturali.
Da queste analisi fu poi tratta dai teorici della Seconda Internazionale, ma anche da Vladimir Lenin e dagli altri teorici sovietici la teoria della conoscenza come rispecchiamento della realtà oggettiva sulla coscienza soggettiva, che non è diversa dalla gnoseologia materialistica settecentesca e resta in ombra nell'AntiDühring il concetto di prassi dell'attività umana che modifica la natura evidenziato negli scritti del giovane Marx, concetto che tuttavia viene tenuto presente nella posteriore Dialettica della natura, dove Engels scrive che «dall'attività dell'uomo trae il suo fondamento l'idea della causalità, l'idea che un movimento è la causa di un altro. Invero, il regolare succedersi di certi fenomeni naturali può sì, di per sé solo, generare l'idea di causalità, ma l'attività dell'uomo costruisce la prova della causalità». Nella Dialettica della natura scrive ancora che «tanto la scienza che la filosofia hanno finora trascurato completamente l'influsso dell'attività umana sul suo pensiero: esse conoscono soltanto la natura da una parte e il pensiero dall'altra. Ma il fondamento più essenziale e immediato del pensiero umano è proprio la modificazione della natura a opera dell'uomo, non già la natura in quanto tale e l'intelligenza dell'uomo crebbe nella misura in cui l'uomo apprese a modificare la natura».
Anche nella successiva L'evoluzione del socialismo dall'utopia alla scienza scrive ancora che usando gli oggetti noi «sottoponiamo a una prova infallibile l'esattezza o meno delle percezioni dei nostri sensi. Se queste percezioni erano false, anche il nostro giudizio circa l'uso dell'oggetto deve fallire. Ma se riusciamo a raggiungere il nostro scopo, se troviamo che l'oggetto corrisponde all'idea che ne abbiamo, che esso serva allo scopo a cui l'abbiamo destinato, questa è la prova positiva che entro questi limiti le nostre percezioni dell'oggetto e delle sue qualità concordano con la realtà esistente fuori di noi».

### Dialettica

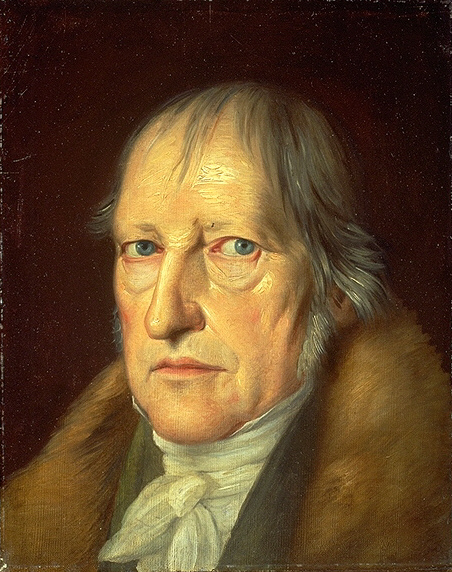
Georg Wilhelm Friedrich Hegel

Se il pensiero e la conoscenza sono un prodotto storico e la dialettica è «la forma di pensiero più importante, perché essa sola offre le analogie e i metodi per comprendere i processi di sviluppo della natura», per Engels la dialettica è anche il modo in cui l'essere, tutto ciò che esiste, si muove, ossia si trasforma e si sviluppa. Se infatti il nostro pensiero ha una struttura dialettica, tale struttura deve appartenere anche alla natura, altrimenti vi sarebbe dualismo fra pensiero e realtà e la prassi umana sarebbe inefficace e impossibile.
Per Engels vi sono tre leggi della dialettica ricavabili dalla storia della natura che comprende quella della società umana e che sono dunque anche leggi del pensiero:
- la legge della conversione della quantità in qualità e viceversa;
- la legge della compenetrazione degli opposti;
- la legge della negazione della negazione.

Sviluppate in maniera astratta e mistica da Hegel senza essere state ricavate dalla natura e dalla storia, ma dal pensiero, ne conseguì la concezione idealistica per la quale l'universo risultava «il prodotto di un certo grado di sviluppo del pensiero umano. Se capovolgiamo la cosa, tutto diviene semplice; le leggi della dialettica, che nella filosofia idealistica appaiono estremamente misteriose, divengono subito semplici e chiare come il sole».
Seguendo Hegel, per Engels la libertà è «coscienza della necessità», cioè il riconoscimento della necessità. Infatti «la libertà non consiste nel sognare l'indipendenza dalle leggi della natura, ma nella conoscenza di queste leggi e nella possibilità, legata a questa conoscenza, di farle agire secondo un piano per un fine determinato. La libertà consiste dunque nel dominio di noi stessi e della natura esterna fondato sulla conoscenza delle necessità naturali: essa è perciò necessariamente un prodotto dello sviluppo storico. I primi uomini che si separarono dal regno degli animali erano tanto privi di libertà in tutto quello che è essenziale, quanto gli stessi animali, ma ogni progresso nella civiltà era un passo verso la libertà».
Il principio di contraddizione, fondamento della dialettica, è presente in tutti i fenomeni naturali, «contraddizione che continuamente si pone e continuamente si risolve; e non appena la contraddizione cessa, cessa anche la vita e sopraggiunge la morte». Analogamente nei fenomeni della natura si dimostra che cambiamenti quantitativi cambiano la qualità delle cose e viceversa.
La negazione della negazione, ossia la superiore sintesi della contraddizione dialettica, viene affermata da Engels citando Marx, laddove ne Il Capitale scrive: «Il modo di appropriazione capitalistico che nasce dal modo di produzione capitalistico, e quindi la proprietà privata capitalistica, sono la prima negazione della proprietà privata individuale, fondata sul lavoro personale. Ma la produzione capitalistica genera essa stessa, con l'ineluttabilità di un processo naturale, la propria negazione. È la negazione della negazione. E questa non ristabilisce la proprietà privata, ma invece la proprietà individuale fondata sulla conquista dell'era capitalistica, sulla cooperazione e sul possesso collettivo della terra e dei mezzi di produzione prodotti dal lavoro stesso».

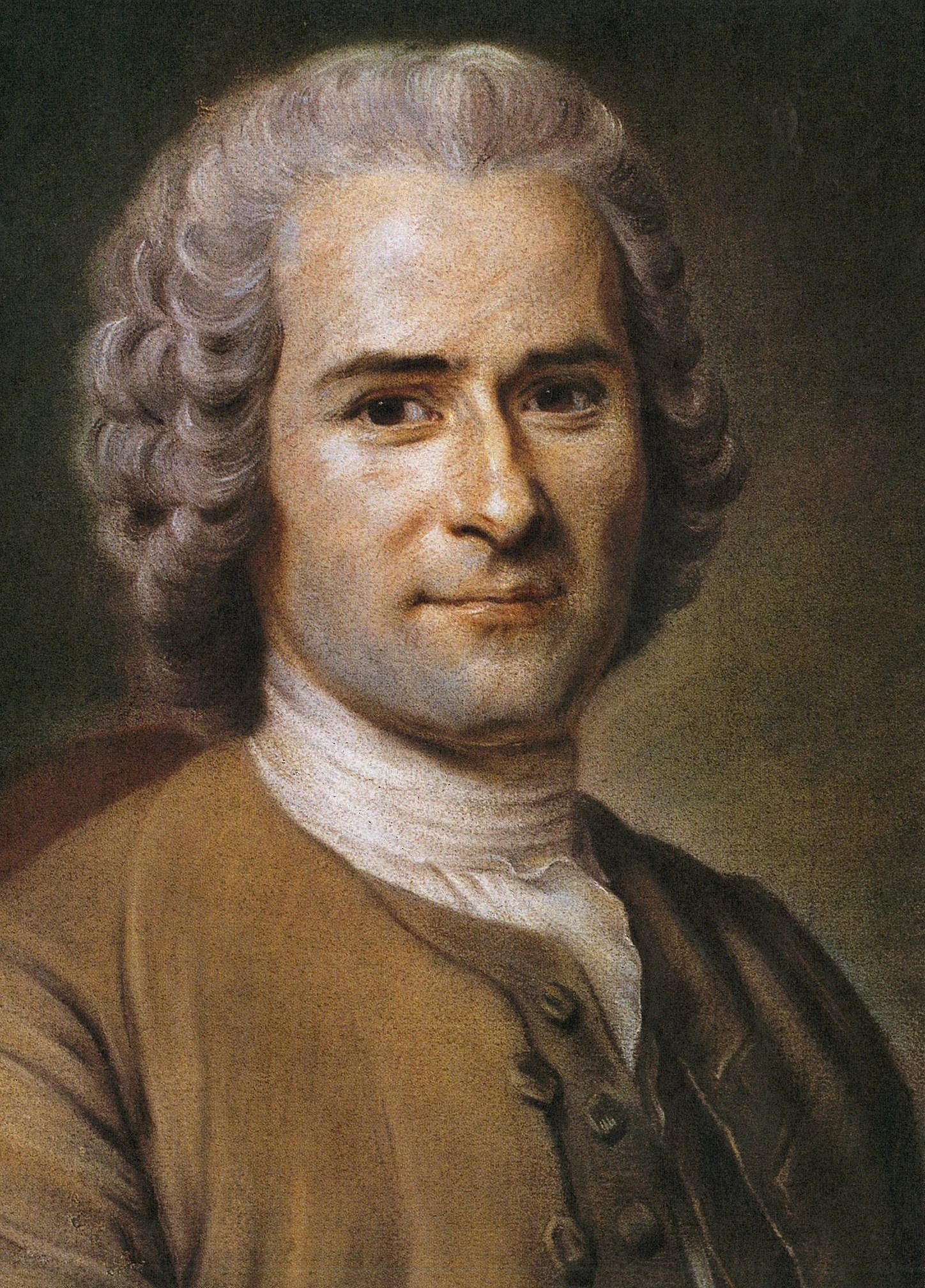
Jean-Jacques Rousseau

Cita anche Jean-Jacques Rousseau del Discorso sull'origine e i fondamenti dell'ineguaglianza tra gli uomini che vedeva nello stato di natura umana uno stato di eguaglianza negato con il progredire sociale che introdusse la diseguaglianza fra gli uomini fino a che la diseguaglianza, giunta al culmine sotto la tirannia, rende tutti gli uomini uguali perché tutti non sono niente: «E così la diseguaglianza si muta a sua volta in eguaglianza, non però nell'antica eguaglianza naturale degli uomini primitivi privi di linguaggio, ma in quella più elevata del contratto sociale. Gli oppressori vengono oppressi. È negazione della negazione».

### Ideologia, religione e morale
Come per Marx, anche per Engels l'ideologia è una falsa coscienza. Come scrive nel 1893 a Franz Mehring, le vere forze che muovono l'ideologo gli sono sconosciute, ma si immagina illusorie forze derivanti dal puro pensiero, che può essere tanto il suo stesso che quello di suoi predecessori. L'ideologo «lavora con puro materiale intellettivo che, senza accorgersene, egli crede prodotto dal pensiero, non preoccupandosi di andare in cerca di un'origine più remota, indipendente dal pensiero; e tutto ciò gli riesce di per sé evidente, perché ogni azione in quanto mediata dal pensiero, gli appare anche fondata nel pensiero».
Tutta una serie di dottrine, politiche, giuridiche, filosofiche e teologiche si sono stratificate da generazioni lontane fino ad acquisire l'apparenza di fatti reali e non, come sono in realtà, risultato di un semplice processo intellettivo.
Ne è derivata così «quest'apparenza di una storia indipendente delle costituzioni statali, dei sistemi giuridici, delle concezioni ideologiche in ogni particolare campo, che acceca i più. Quando Lutero e Calvino superano la religione ufficiale cattolica, quando Hegel supera i Fichte e i Kant, e Rousseau con il suo repubblicano Contrat social supera il costituzionale Montesquieu, questo è un evento che resta nell'ambito della teologia, della filosofia, della scienza politica; che rappresenta una tappa nella storia di questi campi del pensiero, e da questi campi non c'è verso di farlo uscire. E da quando è sopravvenuta l'illusione borghese dell'eternità e definitività della produzione capitalistica, perfino il superamento dei mercantilisti ad opera dei fisiocratici e di Adam Smith passa per una semplice vittoria del pensiero e non per il riflesso nel pensiero di fatti economici mutati».

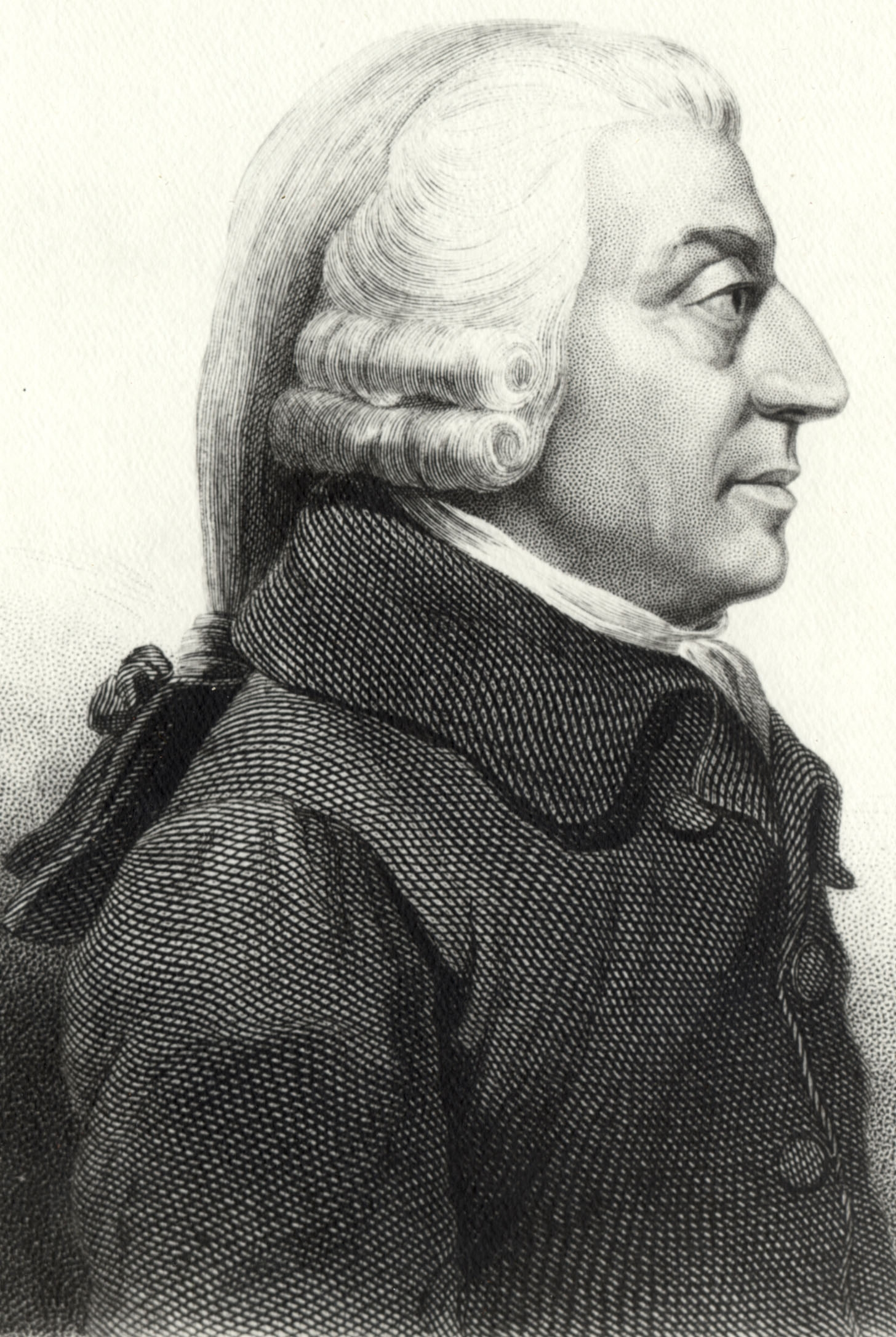
Adam Smith

Aveva già sottolineato questi concetti in una lettera a Conrad Schmidt nel 1890, scrivendo come il rispecchiamento dei rapporti economici come principi giuridici venga capovolto nel giurista che si immagina di operare con principi aprioristici, prodotti di un pensiero giuridico indipendente mentre questi sono in realtà dei riflessi economici, aggiungendo tuttavia «che poi questo rovesciamento, il quale fin quando resta ignoto costituisce quel che chiamiamo visione ideologica, si ripercuota a sua volta sulla base economica e possa entro certi limiti modificarla mi pare evidente».
Sugli ambiti ideologici «maggiormente campati in aria, religione, filosofia, ecc., questi hanno a che fare con un patrimonio che risale alla preistoria e che il periodo storico ha trovato e si è accollato - quella che oggi chiameremmo stupidità. Il fattore economico è alla base di queste varie idee sbagliate sulla natura, sulla stessa condizione umana, su spiriti, forze magiche, ecc., per lo più solo in modo negativo; il basso sviluppo economico del periodo preistorico ha come complemento, ma talvolta come condizione e persino come causa, le idee sbagliate sulla natura. E anche se l'esigenza economica era ed è sempre più divenuta il principale impulso per la progressiva conoscenza della natura, sarebbe da pedanti voler cercare cause economiche per tutte queste stupidità primitive».
Anche gli elaboratori di questo tipo di ideologie, che mediante il progresso della conoscenza scientifica vengono trasformate in «stupidità nuove, ma sempre meno assurde», appartengono a sfere della divisione del lavoro e costituendo essi un gruppo autonomo «le loro produzioni, compresi i loro errori, hanno un influsso che si ripercuote sull'intero sviluppo sociale, persino su quello economico. Con tutto ciò sono però a loro volta sotto l'influsso dominante dello sviluppo economico».
I filosofi mostrano egualmente la dipendenza ideologica dallo sviluppo storico in atto quando essi si trovano a trattare la loro personale ideologia. Thomas Hobbes fu il primo materialista moderno, ma fu anche un assolutista perché la monarchia assoluta dominava allora in Inghilterra e in tutta Europa. In religione come in politica John Locke fu invece «figlio del compromesso di classe del 1688» mentre i deisti inglesi e i materialisti francesi furono gli autentici filosofi della borghesia.
Nella filosofia tedesca da Immanuel Kant a Georg Wilhelm Friedrich Hegel «penetra il piccolo borghese tedesco - ora in positivo, ora in negativo» e in generale ogni filosofia presuppone un materiale concettuale tramandato dal quale prende le mosse. In filosofia gli influssi economici non creano nulla di nuovo, ma determinano la modificazione del materiale concettuale preesistente, spesso in modo indiretto, «essendo i riflessi politici, giuridici, morali quelli che esercitano sulla filosofia la maggiore influenza diretta».
Anche la morale è il risultato in ultima istanza delle condizioni economiche della società, che essendo di classe l'ha resa una morale di classe per giustificare gli interessi della classe dominante e quando una classe subalterna è divenuta sufficientemente forte ha rappresentato tanto la legittimità della rivolta di questa classe emergente quanto i suoi propri interessi. Scrive nell'Anti-Dühring che nella società odierna vi è una morale per ogni classe (aristocratica, borghese e proletaria), cosa che dimostra come gli uomini derivino, consapevolmente o meno, le concezioni morali dalle loro condizioni di classe e pertanto «una morale che superi gli antagonismi di classe e le loro sopravvivenze nel pensiero, una morale veramente umana, è possibile solo a un livello sociale in cui gli antagonismi delle classi siano non solo superati ma anche dimenticati dalla prassi concreta della vita».

### Struttura economica e sovrastruttura

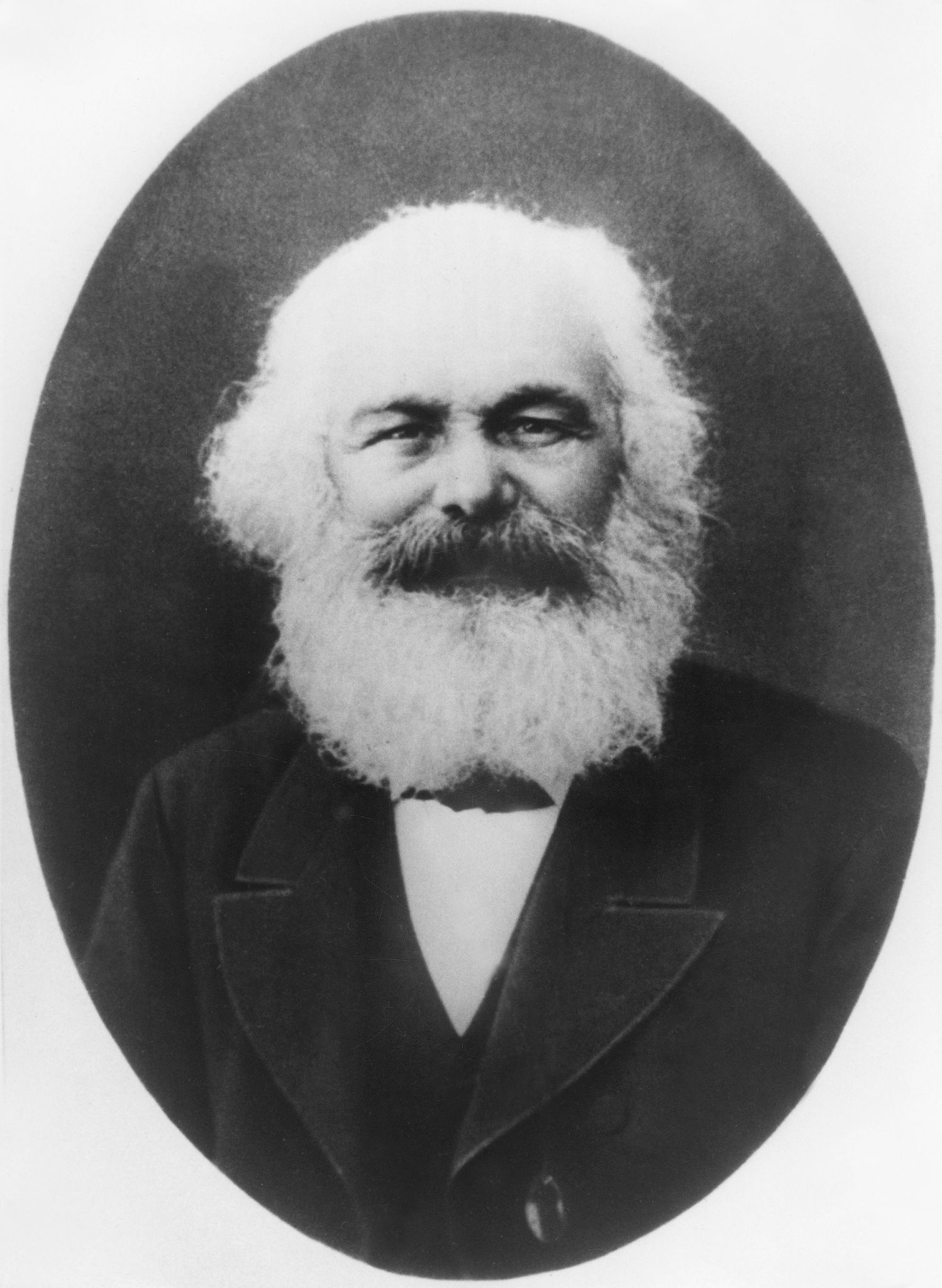
Karl Marx

In diverse lettere Engels sottolinea come la concezione materialistica della storia non sia un comodo schema con il quale interpretare i fatti e i processi storici, non è una leva con la quale si possano fare delle costruzioni alla maniera dello hegelismo, ma è una direttiva per lo studio della storia. Il 21 settembre 1890 scriveva a Joseph Bloch che «secondo la concezione materialistica della storia la produzione e riproduzione della vita reale è nella storia il momento in ultima istanza determinante. Di più né io né Marx abbiamo mai affermato. Se ora qualcuno distorce quell'affermazione in modo che il momento economico risulti essere l'unico determinante, trasforma quel principio in una frase fatta insignificante, astratta e assurda. La situazione economica è la base, ma i diversi momenti della sovrastruttura - le forme politiche della lotta di classe e i risultati di questa - costituzioni stabilite dalla classe vittoriosa dopo una battaglia vinta, ecc. - le forme giuridiche, anzi persino i riflessi di tutte queste lotte reali nel cervello di coloro che vi prendono parte, le teorie politiche, giuridiche, filosofiche, le visioni religiose ed il loro successivo sviluppo in sistemi dogmatici, esercitano altresì la loro influenza sul decorso delle lotte storiche e in molti casi ne determinano in modo preponderante la forma. È un'azione reciproca di tutti questi momenti, in cui alla fine il movimento economico si impone come fattore necessario attraverso un'enorme quantità di fatti casuali (cioè di cose e di eventi il cui interno nesso è così vago e così poco dimostrabile che noi possiamo fare come se non ci fosse e trascurarlo). In caso contrario, applicare la teoria a un qualsiasi periodo storico sarebbe certo più facile che risolvere una semplice equazione di primo grado.
Ci facciamo da noi la nostra storia, ma, innanzitutto, a presupposti e condizioni assai precisi. Tra di essi quelli economici sono in fin dei conti decisivi. Ma anche quelli politici, ecc., anzi addirittura la tradizione che vive nelle teste degli uomini ha la sua importanza, anche se non decisiva. [...]
Ma in secondo luogo la storia si fa in modo tale che il risultato finale scaturisce sempre dai conflitti di molte volontà singole, ognuna delle quali a sua volta è resa quel che è da una gran quantità di particolari condizioni di vita; sono perciò innumerevoli forze che si intersecano tra loro, un gruppo infinito di parallelogrammi di forze, da cui scaturisce una risultante - l'avvenimento storico - che a sua volta può esser considerata come il prodotto di una potenza che agisce come totalità, in modo non cosciente e non volontario. Infatti quel che ogni singolo vuole è ostacolato da ogni altro, e quel che ne viene fuori è qualcosa che nessuno ha voluto. Così la storia, quale è stata finora, si svolge a guisa di un processo naturale, ed essenzialmente è soggetta anche alle stesse leggi di movimento. [...]

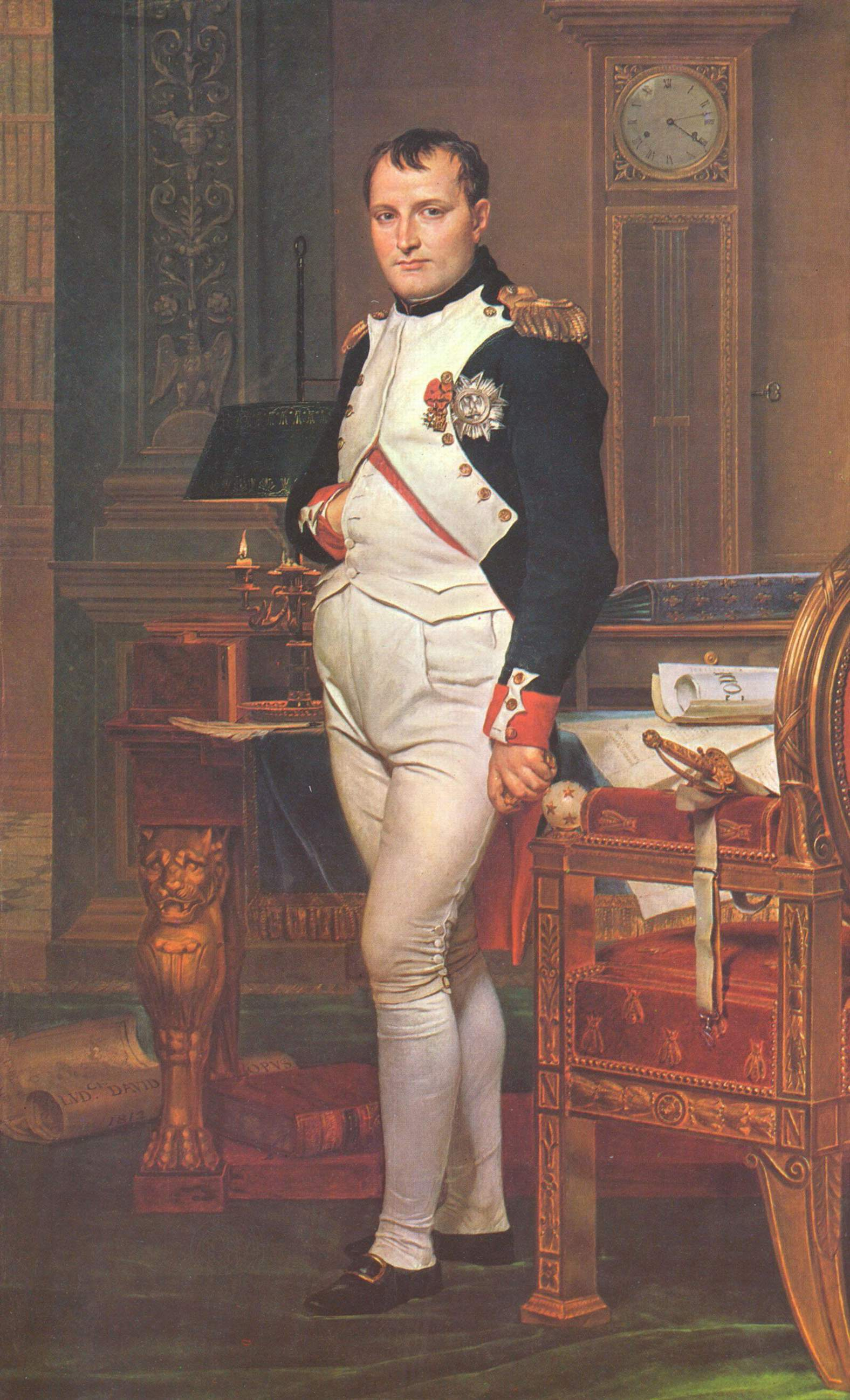
Napoleone I

Vorrei del resto pregarla di studiare questa teoria sulle fonti originali e non di seconda mano, è veramente molto più semplice. Non c'è praticamente nulla di ciò che ha scritto Marx in cui essa non si faccia sentire. Ma in particolare Il 18 brumario di Luigi Bonaparte, è un esempio davvero eccellente della sua applicazione. Anche ne Il Capitale ci sono molte indicazioni. E posso poi rimandarla anche ai miei scritti La scienza sovvertita dal signor E. Dühring e L. Feuerbach e il punto d'approdo della filosofia classica tedesca, in cui ho offerto la più dettagliata esposizione del materialismo storico che a quanto ne so esista. Del fatto che da parte dei più giovani si attribuisca talvolta al lato economico più rilevanza di quanta convenga, siamo in parte responsabili anche Marx ed io. Di fronte agli avversari dovevamo accentuare il principio fondamentale, che essi negavano, e non sempre c'era il tempo, il luogo e l'occasione di riconoscere quel che spettava agli altri fattori che entrano nell'azione reciproca. Ma appena si arrivava alla descrizione di un periodo storico, e perciò a un'applicazione pratica, le cose cambiavano, e nessun errore era qui possibile».
In un'altra lettera del 25 gennaio 1894 a Heinz Starkenburg ribadisce che «gli uomini fanno essi stessi la loro storia, ma finora neppure in una determinata società ben delimitata, non con una volontà collettiva, secondo un piano d'assieme. I loro sforzi si intersecano contrastandosi e, proprio per questo, in ogni società di questo genere regna la necessità, il cui complemento e la cui forma di manifestazione è l'accidentalità. La necessità che si impone attraverso ogni accidentalità è di nuovo, in fin dei conti, quella economica. Qui è il momento di trattare dei cosiddetti grandi uomini. Il fatto che il tale uomo, quello e non altri, sia comparso in quel momento determinato, in quel determinato paese, è naturalmente un puro caso. Ma sopprimiamolo, e c'è subito l'esigenza di un sostituto, e questo sostituto lo si trova, bene o male, ma a lungo andare lo si trova. Che proprio Napoleone, questo corso, fosse il dittatore militare reso necessario dal fatto che la repubblica francese fosse stremata dalle proprie guerre, fu un caso; ma che, in assenza di Napoleone, un altro ne avrebbe preso il posto, è provato dal fatto che ogni qualvolta era necessario si è sempre trovato l'uomo adatto: Cesare, Augusto, Cromwell, ecc. Se Marx ha scoperto la concezione materialistica della storia, Thierry, Mignet, Guizot e tutti gli storici inglesi fino al 1850 dimostrano che vi era una tendenza in questo senso, e la scoperta della stessa concezione da parte di Morgan prova che i tempi erano maturi per essa e che la si doveva necessariamente scoprire.
Lo stesso vale per tutti gli altri fatti casuali o apparentemente casuali nella storia. Quanto più il terreno che stiamo indagando si allontana dall'economico e si avvicina al puro e astrattamente ideologico, tanto più troveremo che esso presenta nella sua evoluzione degli elementi fortuiti, tanto più la sua curva procede a zigzag. Ma se Lei traccia l'asse mediana della curva troverà che quanto più lungo è il periodo in esame, quanto più esteso è il terreno studiato, tanto più questo asse corre parallelo all'asse dell'evoluzione economica».

### Problema dello Stato
Da marzo a maggio 1884 scrive L'origine della famiglia, della proprietà privata e dello Stato, pubblicato a Zurigo nell'ottobre 1884, basandosi anche su appunti di Marx e soprattutto su La società antica dell'etnologo statunitense Lewis Henry Morgan, uno studio delle tribù indiane nordamericane. Il problema che interessa Engels è dimostrare la storicità e perciò la provvisorietà di istituti che la scienza borghese considera naturali ed eterni.

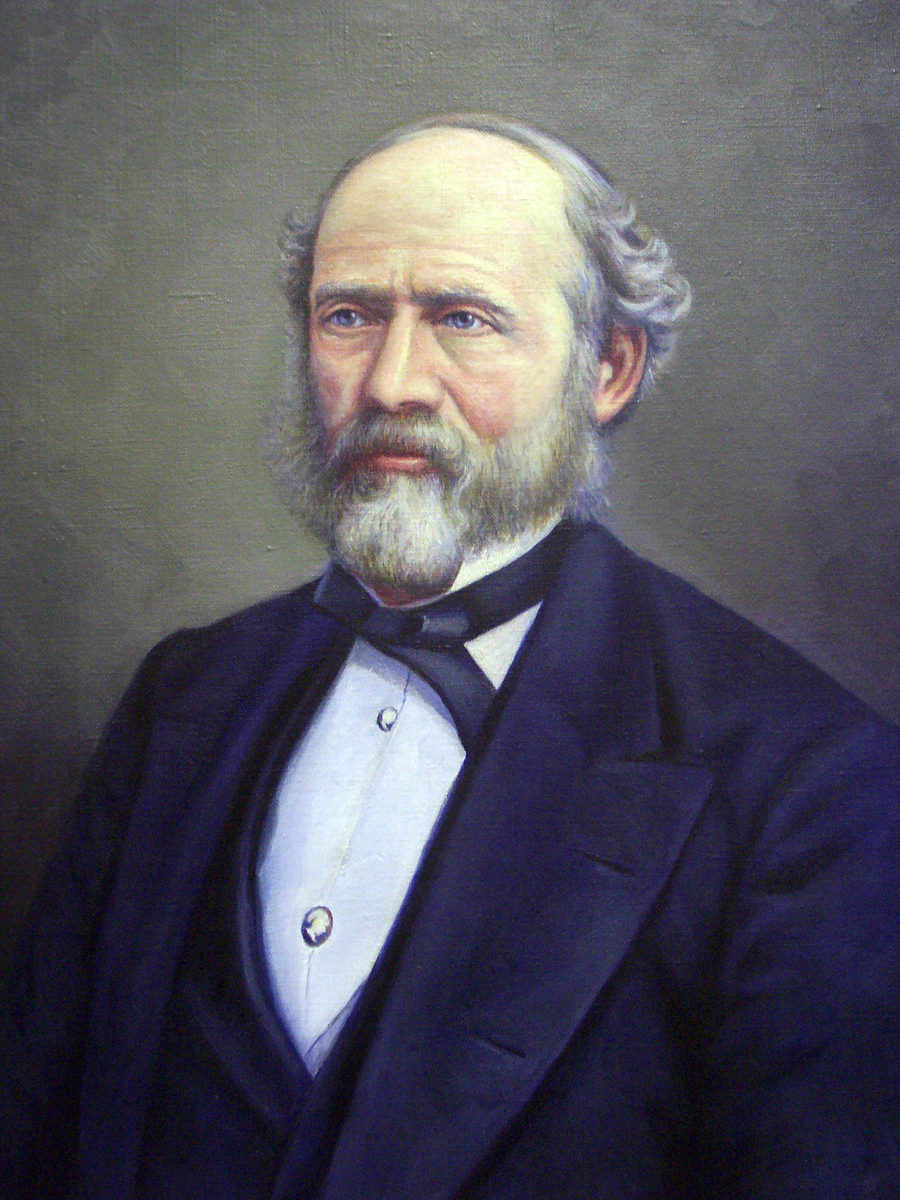
Lewis Henry Morgan

Per esempio, nella Grecia arcaica al tempo dell'organizzazione sociale per gentes esisteva un diritto patriarcale con la trasmissione dell'eredità ai figli maschi, favorendo così l'accumulazione di ricchezza nella famiglia che divenne una potenza rispetto alla gens, l'insieme delle famiglie. Di qui la formazione di una nobiltà ereditaria e poi dell'istituto monarchico. La guerra per acquistare nuove ricchezze si generalizza, estendendo l'istituto della schiavitù: «Mancava solo una cosa: un'istituzione che non solo assicurasse le ricchezze degli individui recentemente acquisite contro le tradizioni comunistiche dell'ordinamento gentilizio, che non solo consacrasse la proprietà privata, così poco stimata nel passato, e dichiarasse questa consacrazione lo scopo più elevato di ogni comunità umana, ma che imprimesse anche il marchio del generale riconoscimento sociale alle nuove forme d'acquisto di proprietà. Mancava un'istituzione che rendesse eterni non solo la nascente divisione della società in classi, ma anche il diritto della classe dominante allo sfruttamento della classe non abbiente e il suo dominio su questa. E questa istituzione venne. Fu inventato lo Stato». Dunque lo Stato non esiste dall'eternità, tanto che vi sono state società che non avevano alcuna idea di un potere statale, ma «in un determinato grado dello sviluppo economico, necessariamente legato alla divisione della società in classi, proprio a causa di questa divisione lo Stato è diventato una necessità. Ma ora ci avviciniamo a grandi passi a uno stadio di sviluppo della produzione nel quale l'esistenza di queste classi non solo ha cessato di essere una necessità, ma diventa un ostacolo effettivo alla produzione. Perciò esse cadranno così ineluttabilmente come sono sorte. Con esse cadrà ineluttabilmente lo Stato. La società che riorganizza la produzione in base a una libera e uguale associazione di produttori, relega l'intera macchina statale nel posto che da quel momento le spetta, cioè nel museo delle antichità accanto alla rocca per filare e all'ascia di bronzo».
Nell'Anti-Dühring ipotizza come lo Stato possa cadere: «Il proletariato s'impadronisce del potere dello Stato e anzitutto trasforma i mezzi di produzione in proprietà dello Stato. Ma così sopprime se stesso come proletariato, sopprime ogni differenza e ogni antagonismo di classe e sopprime lo Stato come Stato. La società esistita finora, muovendosi sul piano degli antagonismi di classe, aveva necessità dello Stato, cioè di un'organizzazione della classe sfruttatrice in ogni periodo, per conservare le condizioni esterne della sua produzione e quindi specialmente per tenere con la forza la classe sfruttata nelle condizioni di oppressione date dal modo vigente di produzione (schiavitù, servitù della gleba, semiservitù feudale, lavoro salariato). Lo Stato era il rappresentante ufficiale di tutta la società, ma in quanto Stato di quella classe che per il suo tempo rappresentava, essa stessa, tutta la società: nell'antichità, lo Stato dei cittadini padroni di schiavi, nel medioevo lo Stato della nobiltà feudale, nel nostro tempo lo Stato della borghesia. Ma diventando alla fine effettivamente il rappresentante di tutta la società, esso si rende superfluo. Il primo atto con il quale lo Stato si presenta realmente come rappresentante di tutta la società è anche l'ultimo suo atto indipendente in quanto Stato. L'intervento di una forza statale nei rapporti sociali diviene superfluo via via in ogni campo e poi viene meno da se stesso. Lo Stato non viene abolito: esso si estingue».

### Ultimi anni

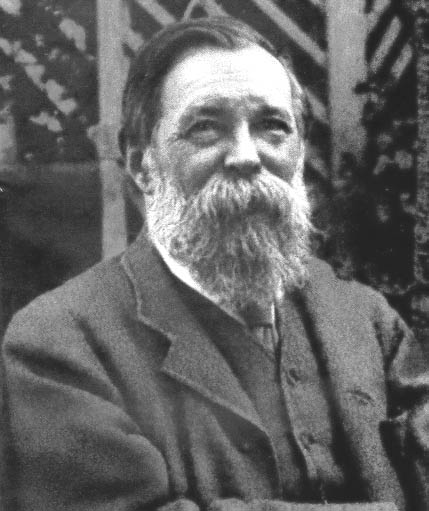
Engels nel 1893

Il 14 marzo 1883 muore Marx. Engels scrive a Liebknecht che «malgrado l'abbia visto stasera immobile nel suo letto, con il volto pietrificato per sempre, non posso pensare che la sua geniale intelligenza abbia smesso di arricchire il movimento proletario».
Il compito più importante che gli resta è ordinare e pubblicare le migliaia di pagine lasciate manoscritte da Marx che dovevano concludere Il Capitale. Teme di non riuscire data l'età avanzata e scrive di essere «l'unico in grado di decifrare questa scrittura, di comprenderne le abbreviazioni, non solo di qualche parola ma di frasi intere». Assume un segretario al quale detta giornalmente lo scritto dalle 10 della mattina alle 5 della sera.
Nel febbraio 1885 Engels conclude il secondo volume de Il Capitale. Conclude il terzo nel 1894 mentre un quarto volume, comunemente intitolato Teorie sul plusvalore, viene pubblicato a cura del dirigente socialdemocratico tedesco Karl Kautsky dopo la morte di Engels.
Nel 1888 appare il suo Ludwig Feuerbach e il punto d'approdo della filosofia classica tedesca in cui ripercorre il periodo di formazione suo e di Marx. Nel 1889 a Parigi si tiene il congresso di fondazione della Seconda Internazionale che stabilisce nel 1º maggio la giornata internazionale dei lavoratori e proprio il 1º maggio dell'anno successivo scrive la prefazione alla nuova edizione tedesca del Manifesto.
Il 18 marzo 1891, anniversario della Comune di Parigi, scrive l'introduzione all'edizione tedesca de La guerra civile in Francia di Marx, tornando fra l'altro sul problema dello Stato. La Comune invitò alla creazione al posto del vecchio Stato di una libera federazione di tutti i comuni francesi perché non era possibile amministrare una società nuova che mira alla tutela di interessi comuni con la vecchia macchina repressiva che tutela solo interessi particolari.
Engels rileva come anche nel Nord America il potere dello Stato si sia reso presto indipendente dalla nuova società della quale doveva inizialmente essere uno strumento: «Qui non esiste dinastia, non nobiltà, non esercito permanente, all'infuori di un manipolo di uomini per la vigilanza degli Indiani, non burocrazia con impieghi stabili o diritto alla pensione. E tuttavia ci sono due grandi bande di speculatori politici che entrano in possesso del potere, alternativamente, e lo sfruttano con i mezzi più corrotti e ai più corrotti fini; e la nazione è impotente contro questi due grandi cartelli di politicanti che si presumono al suo servizio ma in realtà la dominano e la saccheggiano».

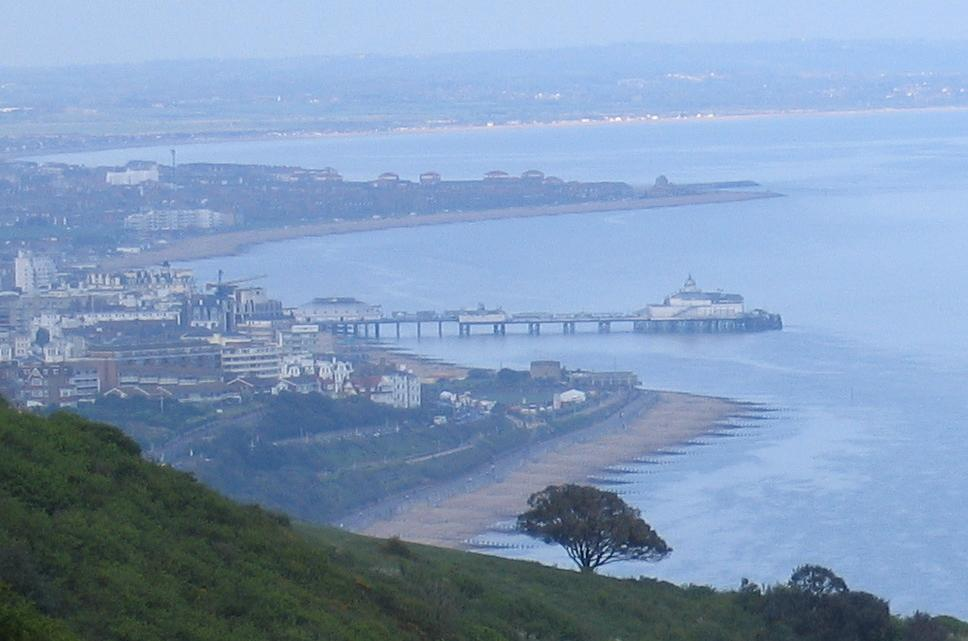
La costa di Eastbourne, il luogo di vacanza preferito da Engels

È presente nel 1891 anche al secondo congresso di Bruxelles dell'Internazionale e al terzo congresso tenuto a Zurigo nel 1893. Nel 1894 critica il programma del Partito Operaio Francese presentato nel congresso di Nantes, così come quello del Partito Socialdemocratico Tedesco esposto nel congresso di Francoforte, per quelle che egli considera le illusioni dei socialisti francesi e tedeschi circa la possibilità di conservare la piccola proprietà contadina allo scopo di guadagnarsene il consenso di fronte all'irruzione della grande proprietà terriera. Sostiene che occorra presentare un programma che preveda lo sviluppo di cooperative agricole perché «quando conquisteremo il potere dello Stato, non potremo pensare di espropriare con la violenza i piccoli proprietari, con o senza indennizzi, come invece andrà fatto con i grandi proprietari. Il nostro compito sarà di indirizzare la loro produzione individuale e la loro proprietà privata in un regime cooperativo, senza usare la forza, ma con l'esempio e l'aiuto».
Malato da alcuni anni di un cancro alla laringe, morì a Londra il 5 agosto 1895. Da tutta l'Europa vengono a rendergli omaggio i delegati dei partiti socialisti, poi secondo le sue volontà il corpo viene cremato e le ceneri disperse al largo della cittadina di Eastbourne, nel Sussex, suo luogo di vacanza preferito.
Engels fu celebrato dai comunisti russi che gli dedicarono la città di Pokrovsk, chiamata Ėngel's dal 1931.

## Opere principali
- 1839: Lettere dal Wuppertal

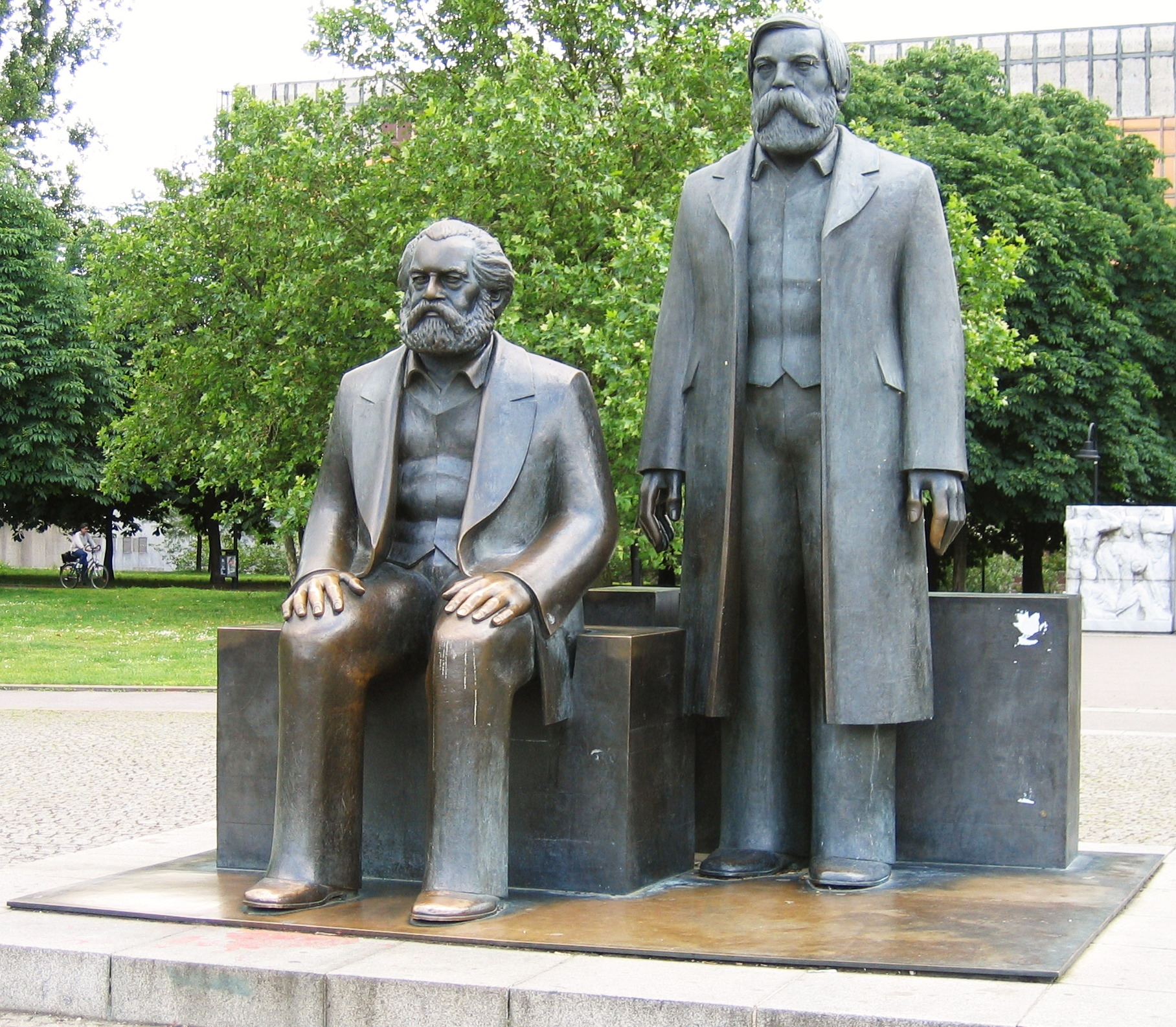
Scultura memoriale di Marx ed Engels a Berlino

- 1844: La sacra famiglia ovvero Critica della critica critica. Contro Bruno Bauer e soci, con Karl Marx
- 1845: La situazione della classe operaia in Inghilterra
- 1845: L'ideologia tedesca, con Karl Marx
- 1848: Manifesto del Partito Comunista, con Karl Marx
- 1850: La guerra dei contadini in Germania
- 1852: Rivoluzione e controrivoluzione in Germania
- 1878: Anti-Dühring
- 1880: L'evoluzione del socialismo dall'utopia alla scienza
- 1882: Storia e lingua dei Germani
- 1883: Dialettica della natura
- 1884: L'origine della famiglia, della proprietà privata e dello Stato
- 1888: Ludwig Feuerbach e il punto di approdo della filosofia classica tedesca.